# Saint-Martin-d'Hères
Pour les articles homonymes, voir Saint-Martin.
Saint-Martin-d'Hères est une commune française limitrophe de Grenoble située dans le département de l'Isère en région Auvergne-Rhône-Alpes.
La commune se situe à l'est de Grenoble et fait partie de la métropole Grenoble-Alpes Métropole. Derrière la commune-centre et conjointement avec Échirolles, elle est une des principales villes de l’agglomération grenobloise. Elle est principalement connue pour héberger la majeure partie du domaine universitaire de Grenoble.

## Géographie

### Situation
La commune de Saint-Martin-d'Hères est rattachée à Grenoble-Alpes Métropole, principale agglomération du département de l'Isère et la seconde de la région Auvergne-Rhône-Alpes. Le territoire communal est positionné à l'est de la ville de Grenoble dont elle est limitrophe.

### Communes limitrophes
Six communes entourent Saint-Martin-d'Hères. À l'ouest se trouve Grenoble, au nord-ouest, La Tronche, au nord, Meylan, à l'est, Gières, au sud, Poisat, et au sud-ouest, Eybens.
| La Tronche | Meylan               |        |
| Grenoble   | Saint-Martin-d'Hères | Gières |
| Eybens     | Poisat               |        |

### Relief et géologie
Située au cœur des Alpes, la ville est à 213 m d'altitude (234 m en moyenne pour la commune). Elle est en effet bâtie sur le fond plat d'une ancienne vallée glaciaire. L'est de Saint-Martin-d'Hères marque le début de la vallée du Grésivaudan, tandis que l'ouest, est au cœur de ce qu'on appelle l'Y grenoblois.

### Hydrographie
Le territoire de la commune est délimité au nord par l'Isère. Des ruisseaux descendent de la montagne : le ruisseau du Bigot, qui traverse le hameau éponyme et fournit le réseau d'eau potable de la ville depuis 1930, la Mogne, aujourd'hui canalisée, qui donne le nom à la rue homonyme, et le Sonnant. Une autre source, la source Tronel, est captée depuis la fin du XIXe siècle.
La plaine de Saint-Martin-d'Hères est restée pendant longtemps une zone inondable. Les crues de l'Isère et du Draquet, bras occidental du Drac, étaient fréquentes. Notamment, le bilan humain de l'inondation de la plaine autour de Grenoble en 1219 fut considérable. Saint-Martin-d'Hères fut affecté encore par les inondations de juillet 1729 et de 1783. La zone est devenue habitable à partir du XVIIIe siècle par des constructions de digues et de canalisations souterraines et par l'assèchement des marais,.
Les marais ont laissé leur empreinte aussi dans le nom de la commune : une hypothèse de l'origine du mot « Hères » suggère la dérivation du mot « eira » qui indique des terres incultes ou un marais.
À partir des années 1950, la gestion de l'eau de Saint-Martin-d'Hères est effectuée par un syndicat qui regroupe douze communes. Depuis 1962, l'eau de la commune est captée au pré Givel, dans les alentours de Vizille.

### Climat
Pour des articles plus généraux, voir Climat d'Auvergne-Rhône-Alpes et Climat de l'Isère.
En 2010, le climat de la commune est de type climat océanique altéré, selon une étude du Centre national de la recherche scientifique s'appuyant sur une série de données couvrant la période 1971-2000. En 2020, Météo-France publie une typologie des climats de la France métropolitaine dans laquelle la commune est exposée à un climat de montagne ou de marges de montagne et est dans la région climatique Alpes du nord.
Pour la période 1991-2020, la température moyenne annuelle observée sur la station météorologique de Météo-France de Saint-Martin-d'Hères est de 13,4 °C et le cumul annuel moyen de précipitations est de 923,8 mm. Pour l'avenir, les paramètres climatiques de la commune estimés pour 2050 selon différents scénarios d'émission de gaz à effet de serre sont consultables sur un site dédié publié par Météo-France en novembre 2022.
Les relevés suivants ont été effectués à la station Météo-France de Saint-Martin-d'Hères.
| Mois                                  | jan.             | fév.             | mars            | avril           | mai             | juin            | jui.            | août            | sep.            | oct.            | nov.            | déc.             | année            |
| ------------------------------------- | ---------------- | ---------------- | --------------- | --------------- | --------------- | --------------- | --------------- | --------------- | --------------- | --------------- | --------------- | ---------------- | ---------------- |
| Température minimale moyenne (°C)     | −0,1             | 0,3              | 3,5             | 7,6             | 11              | 14,9            | 16,8            | 16,1            | 13              | 9,3             | 4,1             | 0,5              | 8,1              |
| Température moyenne (°C)              | 3,5              | 4,9              | 9,2             | 13,8            | 17              | 21,3            | 23,6            | 22,6            | 18,9            | 14,3            | 8               | 3,9              | 13,4             |
| Température maximale moyenne (°C)     | 7                | 9,6              | 14,9            | 20              | 23,1            | 27,7            | 30,5            | 29,1            | 24,8            | 19,2            | 12              | 7,3              | 18,8             |
| Record de froid (°C) date du record   | −10,7 11-01-2010 | −12,3 05-02-2012 | −9,4 01-03-2005 | −1,9 08-04-2021 | 1,4 06-05-2019  | 5 01-06-2006    | 9,4 25-07-2011  | 9,2 31-08-2006  | 4,2 27-09-2020  | −3 26-10-2003   | −8,9 27-11-2005 | −10,8 20-12-2009 | −12,3 05-02-2012 |
| Record de chaleur (°C) date du record | 20,1 10-01-2007  | 22,8 20-02-2021  | 27,5 26-03-2006 | 32,3 14-04-2024 | 35,4 24-05-2009 | 38,6 18-06-2022 | 40,8 22-07-2022 | 42,6 24-08-2023 | 34,6 10-09-2023 | 31,8 26-10-2006 | 24,6 14-11-2010 | 21,2 17-12-2019  | 42,6 24-08-2023  |
| Précipitations (mm)                   | 78,8             | 54,4             | 71,8            | 60,5            | 97,7            | 82,5            | 74,1            | 81,5            | 62,8            | 83,6            | 88,3            | 87,8             | 923,9            |

| Diagramme climatique                                  |            |             |           |            |              |              |              |            |             |           |            |
| J                                                     | F          | M           | A         | M          | J            | J            | A            | S          | O           | N         | D          |
| 7−0,178,8                                             | 9,60,354,4 | 14,93,571,8 | 207,660,5 | 23,11197,7 | 27,714,982,5 | 30,516,874,1 | 29,116,181,5 | 24,81362,8 | 19,29,383,6 | 124,188,3 | 7,30,587,8 |
| Moyennes : • Temp. maxi et mini °C • Précipitation mm |            |             |           |            |              |              |              |            |             |           |            |

## Urbanisme

### Typologie
Au 1er janvier 2024, Saint-Martin-d'Hères est catégorisée grand centre urbain, selon la nouvelle grille communale de densité à sept niveaux définie par l'Insee en 2022.
Elle appartient à l'unité urbaine de Grenoble, une agglomération intra-départementale regroupant 38  communes, dont elle est une commune de la banlieue,,. Par ailleurs la commune fait partie de l'aire d'attraction de Grenoble, dont elle est une commune du pôle principal,. Cette aire, qui regroupe 204 communes, est catégorisée dans les aires de 700 000 habitants ou plus (hors Paris),.

### Occupation des sols
L'occupation des sols de la commune, telle qu'elle ressort de la base de données européenne d’occupation biophysique des sols Corine Land Cover (CLC), est marquée par l'importance des territoires artificialisés (75,7 % en 2018), en augmentation par rapport à 1990 (69,3 %). La répartition détaillée en 2018 est la suivante : 
zones urbanisées (47,8 %), zones industrielles ou commerciales et réseaux de communication (26,8 %), forêts (13,3 %), zones agricoles hétérogènes (9,2 %), eaux continentales (1,8 %), espaces verts artificialisés, non agricoles (1,1 %). L'évolution de l’occupation des sols de la commune et de ses infrastructures peut être observée sur les différentes représentations cartographiques du territoire : la carte de Cassini (XVIIIe siècle), la carte d'état-major (1820-1866) et les cartes ou photos aériennes de l'IGN pour la période actuelle (1950 à aujourd'hui).

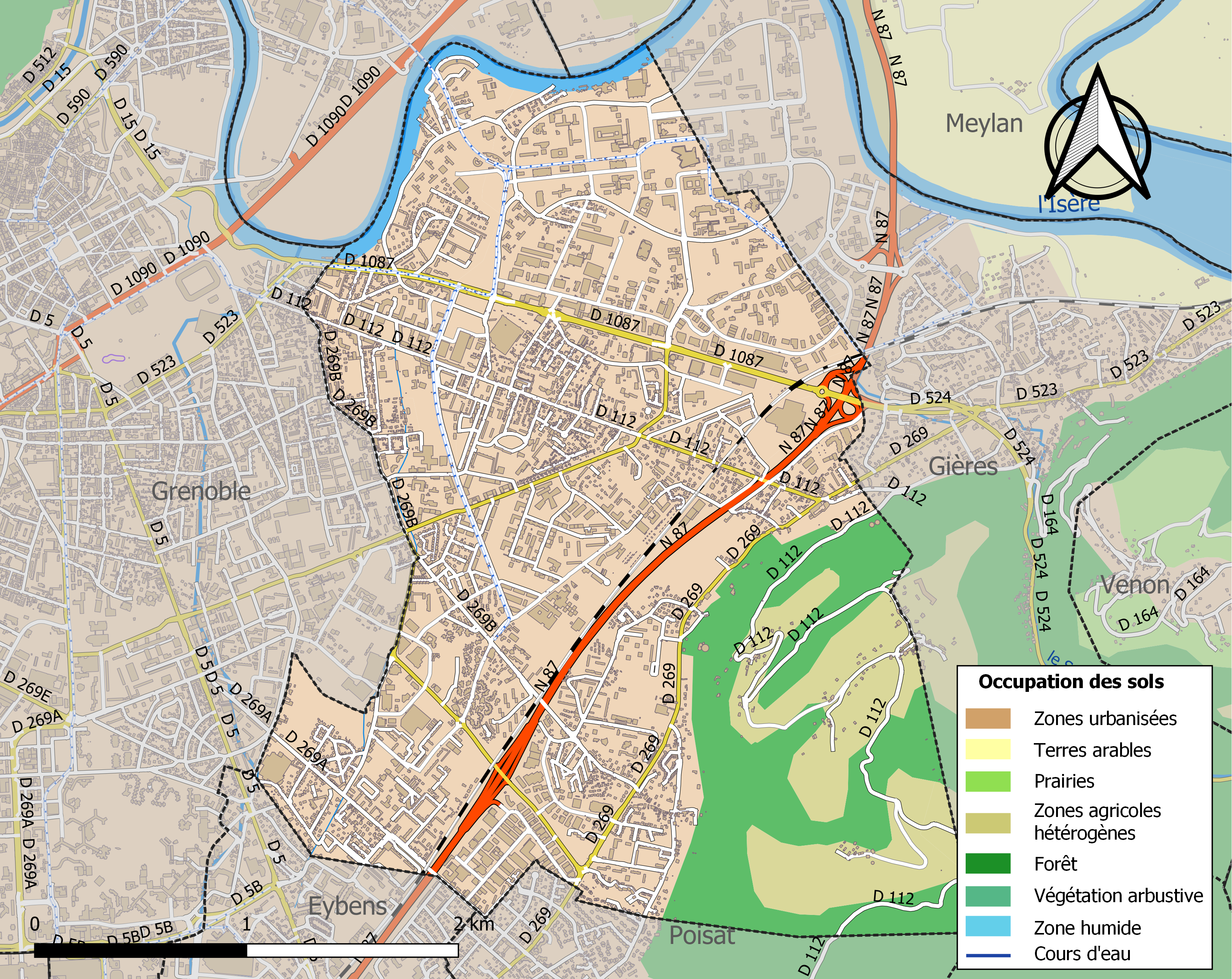
Carte des infrastructures et de l'occupation des sols de la commune en 2018 (CLC).

### Projets urbains
La commune conduit depuis plusieurs années un ambitieux programme de renouvellement urbain sur son territoire communal, notamment aux abords de la ligne D du tramway de Grenoble. La municipalité prévoit ainsi de réaménager en 2018 une ancienne friche industrielle, les usines Neyrpic, afin d'en faire un pôle urbain associant commerces, bureaux, logements, équipements culturels et de loisirs. La dénomination de Neyrpic a été retenue par la municipalité pour ce centre commercial de 24 000 m2 dont l'ouverture est prévue en 2020.
Un projet d'écoquartier est aussi en développement à partir de 2016, dans la continuité de la ZAC centre sur une des dernières zones agricoles de la commune, l'écoquartier Daudet. À plus long terme[Quand ?], il est prévu d'urbaniser les quelques autres champs restants (champs des Alloves et champs Guichard).

### Lieux-dits, écarts et quartiers

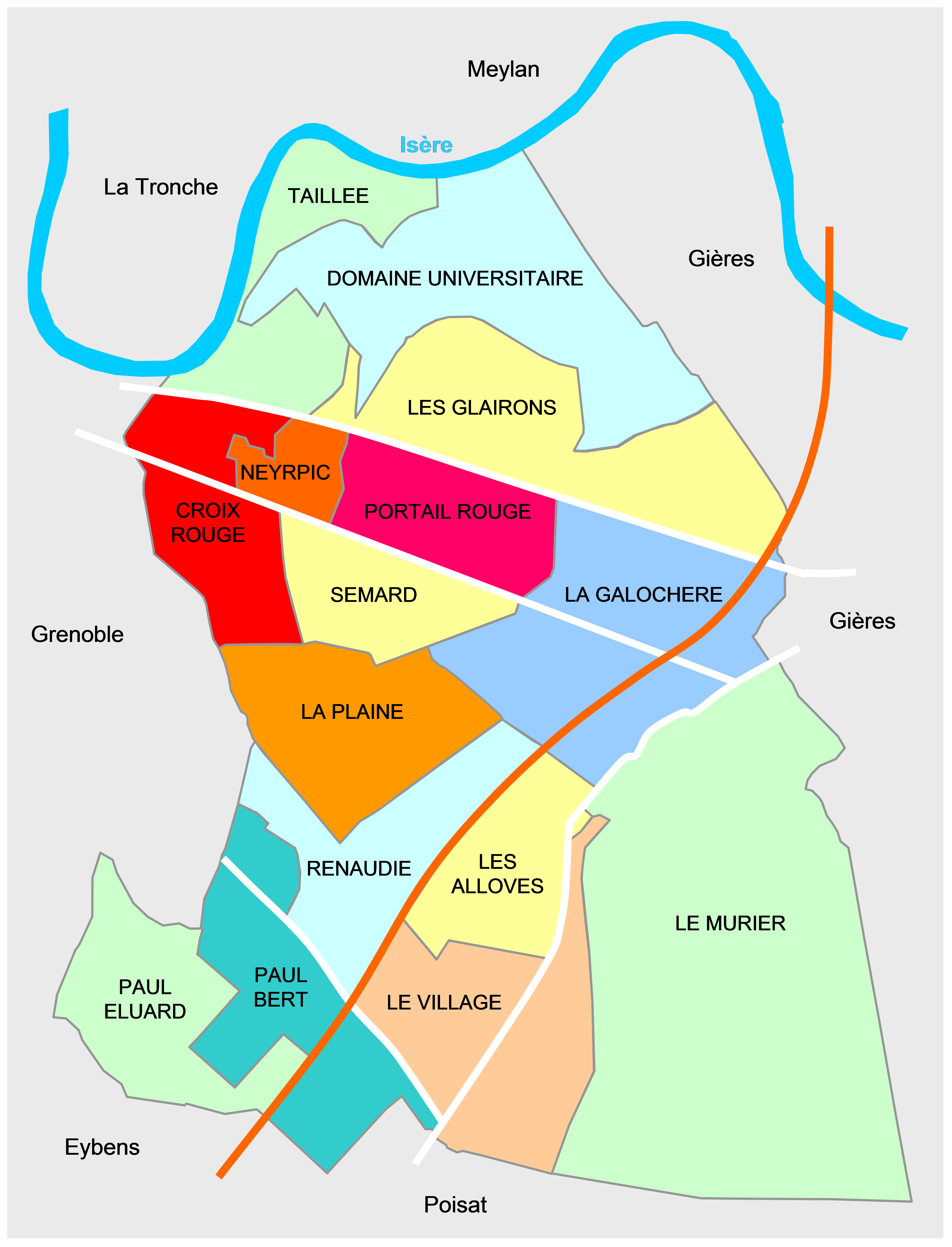
Illustration représentant le plan des quartiers de Saint-Martin-d'Hères.

La commune regroupe différents quartiers :
- Croix-Rouge
- Neyrpic
- Portail-Rouge
- La Galochère
- Les Glairons
- Domaine universitaire
- Les Taillées
- Bidal-Péri
- Renaudie-La Plaine
- Teyssère
- Les Alloves
- Le Village
- Le Mûrier
- Pierre Sémard
- La Presse
- Karl Marx
- Paul Bert
- Paul Éluard

Dans le cadre du développement de Saint-Martin d'Hères, de nouvelles zones sont aménagées : « L'architecture des années béton, innovante à l'époque, laisse place à de nouveaux ensembles originaux, comme celui des petites maisons de bois imbriquées de la Cerisaie. Les constructions récentes rivalisent d'esthétique, de confort et d'environnement agréable pour attirer de nouveaux habitants. Comme l'écoquartier expérimental Daudet ou celui en projet sur l'ancien site Neyrpic. »

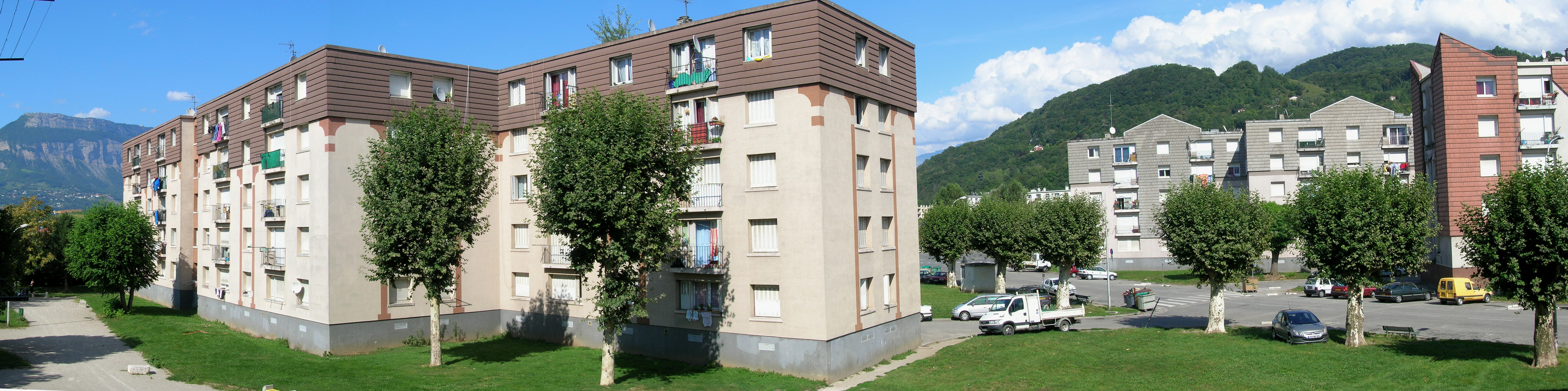
Quartier Champberton.

La ville compte ainsi un quartier prioritaire réunissant Renaudie, La Plaine et Champberton, avec 2 432 habitants en 2018.

### Voies de communication et transports

#### Voies routières
Depuis le milieu des années 1960, Saint-Martin-d'Hères est traversée par la Rocade sud de Grenoble. Elle compte trois sorties (Campus, avenue Gabriel-Péri, SMH-Centre). La route nationale N 87 part du sud et continue jusqu'au nord de la ville, séparant celle-ci en deux parties.
La ville n'échappe pas aux difficultés de la circulation routière de la métropole grenobloise aux heures de pointe. Elle contient en effet de très grandes artères comme l'avenue Gabriel-Péri et l'avenue Ambroise-Croizat qui traversent la ville d'est en ouest, jusqu'au centre de Grenoble, et servent d'entrée dans la ville à de nombreux Grenoblois.

#### Transports en commun

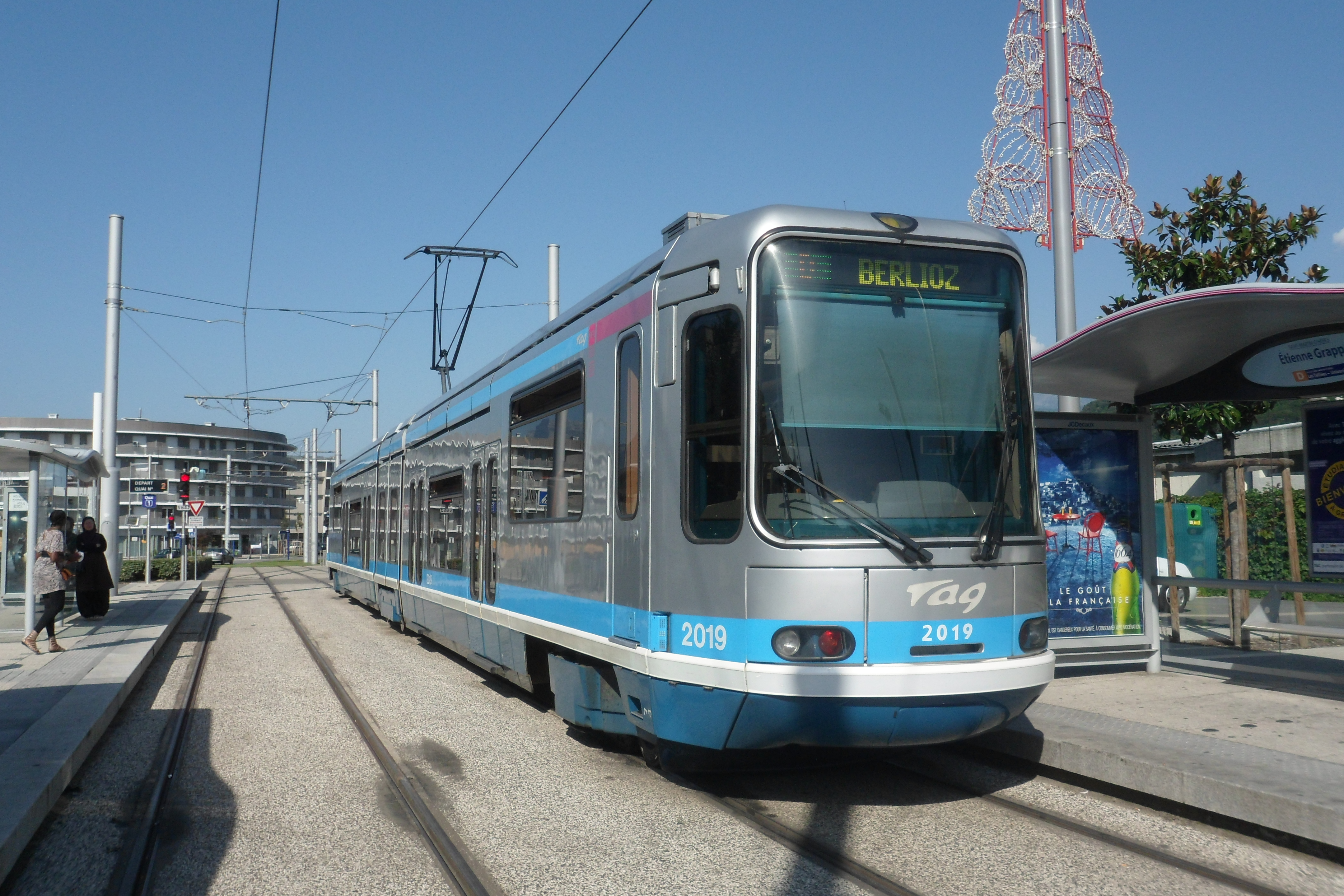
Un TFS à la station Étienne Grappe.

La commune est reliée au centre-ville de Grenoble grâce au bus et au tramway.
Saint-Martin-d'Hères est desservie par trois lignes de tramway (B, C, et D). Les lignes C et B se réunissent dans le campus, qu'elles traversent sur toute sa longueur. La ligne D longe le parc Jo-Blanchon depuis le centre de la ville avant rejoindre le CHU et la gare de Grenoble.

## Toponymie
Le nom Saint-Martin est issu du nom du saint catholique romain Saint-Martin du IVe siècle, évêque de Tours, saint-patron de la paroisse Saint-Martin (puis Saint-Martin-d'Hères). Le nom « Hères » vient de hèra, le marécage. Jusqu'au début du siècle dernier, marais et marécages occupaient le site et ce village de paysans, à l'orée de champs inondables, était encore loin de Grenoble. Située dans les méandres de l'Isère, rivière crainte pour ses crues, la commune fut aussi appelée Saint-Martin des Marais[Quand ?], ainsi que Hères-la-Montagne pendant la période révolutionnaire, qui supprimait volontiers toutes les références religieuses dans les toponymes.

## Histoire

### Antiquité
Le premier habitat de Saint-Martin d'Hères se trouve le long de la voie romaine qui liait Cularo à Briançon, en passant par Poisat et Vizille. Il s'agit d'une halte sur le coteau de la colline du Murier, surélevée par rapport à la plaine de marais et de roseaux,.

### Moyen Âge
Entre 1080 et 1132, l'église Saint-Martin est nommée pour la première fois dans le cartulaire de Saint-Hugues. Autour du 1100, la commune est créée à partir de la paroisse Saint-Martin.
Durant le Moyen Âge, la plaine est administrée soit par les seigneurs qui possedaient le château féodal de Gières, soit par l'évêque de Grenoble, qui a sa résidence estivale au Château de la plaine. La seigneurie de Saint-Martin d'Hères est déclarée dans le mandement de Vizille en 1371.
En 1488, l'évêque de Grenoble, oncle de Pierre Terrail de Bayard, y fait construire un couvent des Minimes. À la mort du célèbre chevalier, sa dépouille y est déposée.

### Temps modernes
Durant le XVe siècle, la seigneurie de Saint-Martin d'Hères appartient à Jean et Guigues Villar ; à partir de 1591 c'est François de Bonne, duc de Lesdiguières qui la possède.

### Période contemporaine
À la fin du XIXe siècle, la ville connaît son premier développement avec l'industrialisation du quartier de la Croix-Rouge. De nombreuses usines s'ouvrent, dont Neyret-Brenier (futur Neyrpic) en 1900, puis la biscuiterie Brun (1914-1915), l'une des plus importantes d'Europe. Ces deux usines implantées le long de l'avenue Ambroise Croizat ont fermé, en 1967 pour la première et en décembre 1990 pour la seconde.
Les années 1950 et 1960 marquent le début d'une nouvelle ère : l'explosion démographique, le besoin d'aménagement urbain et l'installation du domaine universitaire de Grenoble en partie sur son territoire vont modifier la physionomie de la ville.

Quelques photos de l'ancien site Neyrpic
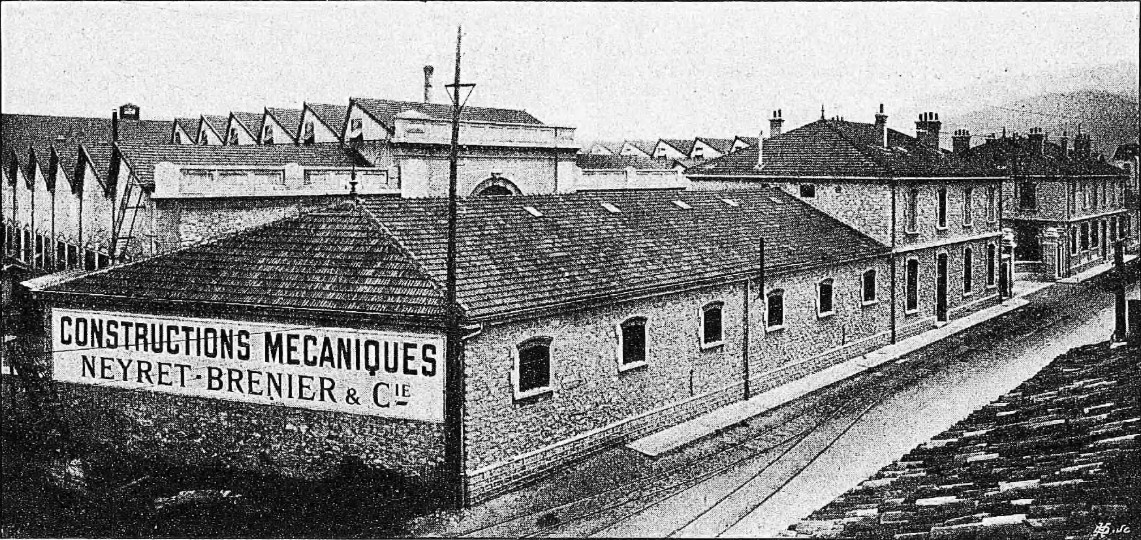
Usine Neyret-Brenier, en 1904
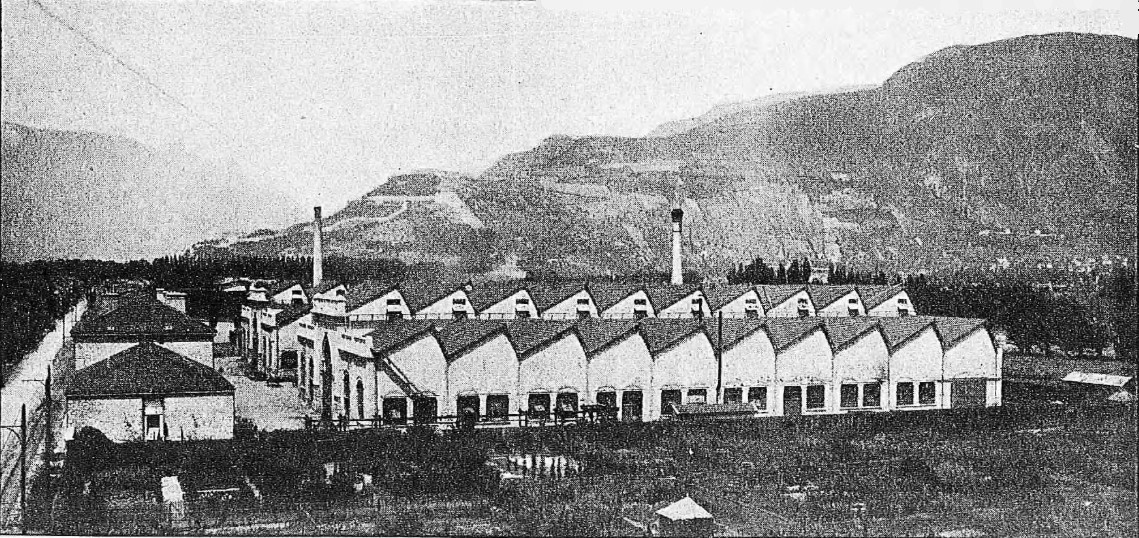
Neyret-Brenier, halles industrielles
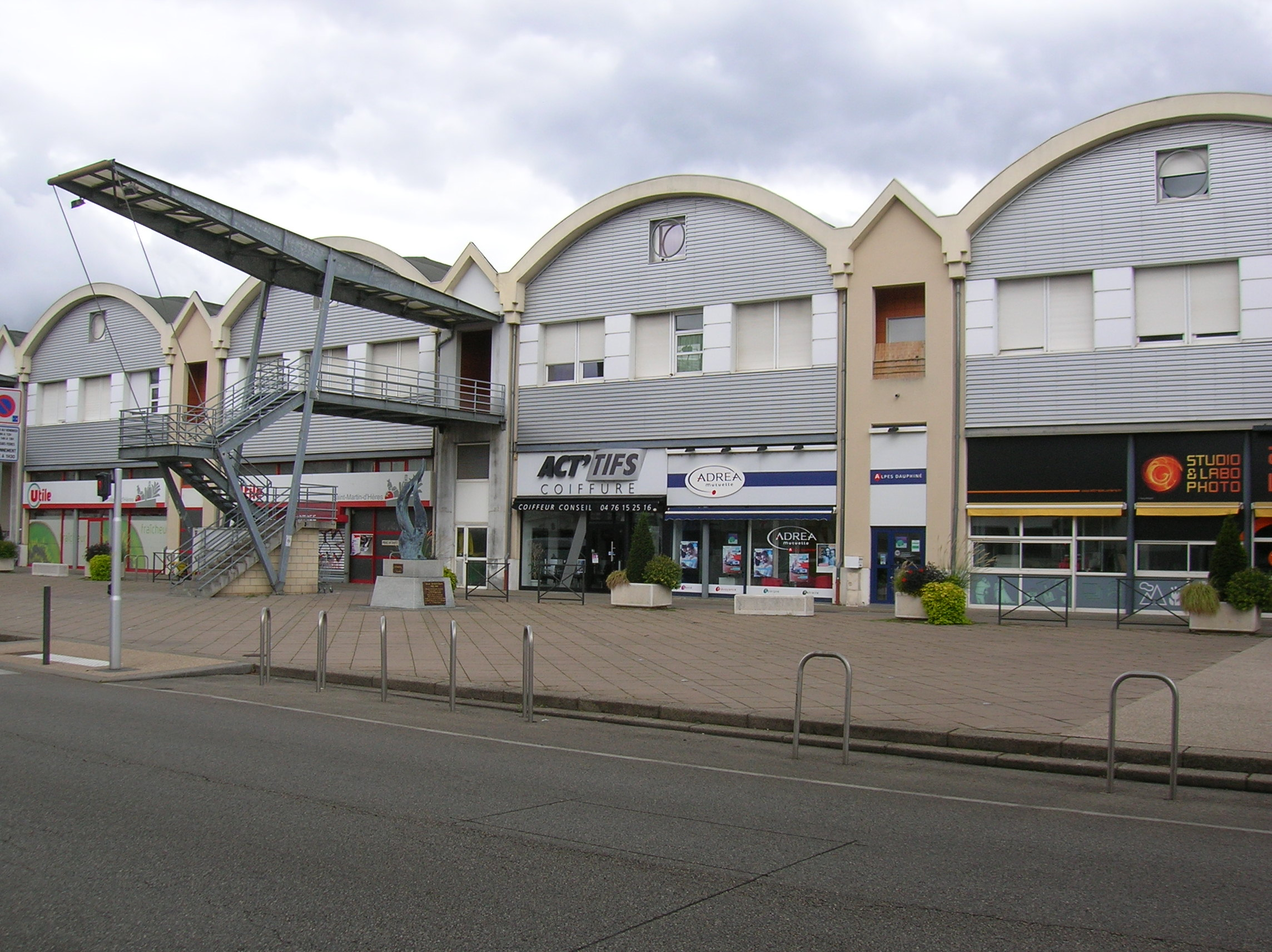
Anciennes Halles Brun, 2018

## Politique et administration
En 2010, la commune de Saint-Martin-d'Hères a été récompensée par le label « Ville Internet @@@@@ ».

### Liste des maires
La liste des maires successifs de Saint-Martin-d'Hères est découpée en deux parties, avant et après la Libération.
| Période      | Période       | Identité                   | Étiquette | Qualité |
| ------------ | ------------- | -------------------------- | --------- | --- |
| 1944         | 1944          | Commandant Crut            |           | |
| 1944         | mai 1945      | Eugène Chavant             | SFIO      | Ancien chef civil du maquis du Vercors                                                                                           |
| mai 1945     | mars 1959     | Fernand Texier             | PCF       | Artisan électricien, résistant du groupe MOI, père du philosophe Jacques Texier                                                  |
| mars 1959    | mars 1971     | Étienne Grappe (1908-1981) | PCF       | Instituteur, suppléant du député Jean Giard. Époux de la députée Élise Grappe.                                                   |
| mars 1971    | décembre 1998 | Joseph Blanchon            | PCF       | Conseiller général de l'ancien canton de Saint-Martin d'Hères (1973-1985) puis du canton de Saint-Martin-d'Hères-Sud (1985-1999) |
| février 1999 | avril 2014    | René Proby                 | PCF       | Conseiller général du canton de Saint-Martin-d'Hères-Nord (1998-2015)                                                            |
| avril 2014   | En cours      | David Queiros              | PCF       | Fonctionnaire Conseiller départemental du Canton de Saint-Martin-d'Hères depuis 2015                                             |

## Population et société
La ville de Saint-Martin-d'Hères est la seconde ville la plus peuplée du département de l'Isère après Grenoble.

### Démographie
L'évolution du nombre d'habitants est connue à travers les recensements de la population effectués dans la commune depuis 1793. Pour les communes de plus de 10 000 habitants les recensements ont lieu chaque année à la suite d'une enquête par sondage auprès d'un échantillon d'adresses représentant 8 % de leurs logements, contrairement aux autres communes qui ont un recensement réel tous les cinq ans,.

En 2022, la commune comptait 38 022 habitants, en évolution de −1,58 % par rapport à 2016 (Isère : +3,07 %, France hors Mayotte : +2,11 %).
| 1793 | 1800 | 1806 | 1821 | 1831 | 1836 | 1841  | 1846  | 1851  |
| ---- | ---- | ---- | ---- | ---- | ---- | ----- | ----- | ----- |
| 618  | 771  | 616  | 760  | 726  | 825  | 1 107 | 1 078 | 1 040 |

| 1856  | 1861  | 1866  | 1872  | 1876  | 1881  | 1886  | 1891  | 1896  |
| ----- | ----- | ----- | ----- | ----- | ----- | ----- | ----- | ----- |
| 1 070 | 1 066 | 1 280 | 1 325 | 1 470 | 1 546 | 1 710 | 1 641 | 1 781 |

| 1901  | 1906  | 1911  | 1921  | 1926  | 1931  | 1936  | 1946  | 1954  |
| ----- | ----- | ----- | ----- | ----- | ----- | ----- | ----- | ----- |
| 1 776 | 1 874 | 1 988 | 2 508 | 3 256 | 4 656 | 5 633 | 5 944 | 6 839 |

| 1962   | 1968   | 1975   | 1982   | 1990   | 1999   | 2006   | 2011   | 2016   |
| ------ | ------ | ------ | ------ | ------ | ------ | ------ | ------ | ------ |
| 14 453 | 33 605 | 38 052 | 35 188 | 34 341 | 35 777 | 35 217 | 37 126 | 38 634 |

| 2021   | 2022   | - | - | - | - | - | - | - |
| ------ | ------ | - | - | - | - | - | - | - |
| 38 454 | 38 022 | - | - | - | - | - | - | - |

### Enseignement
La commune relève de l'académie de Grenoble et comprend treize écoles maternelles et douze écoles élémentaires. 
Trois collèges et un lycée polyvalent (général, technologique et professionnel), nommé Pablo-Neruda, sont aussi situés sur le territoire communal.
Saint-Martin-d'Hères abrite également la majeure partie du domaine universitaire de Grenoble, dans sa partie nord, ainsi que Polytech Grenoble, située à côté de la mairie.

### Sports
Handball
Le Grenoble Saint-Martin-d'Hères Métropole Isère Handball  est le principal club de sport de Saint-Martin-d'Hères. L'équipe première évolue en Proligue.
Rugby
L'ESSM ASPTT Saint-Martin-d'Hères a été finaliste du championnat de France de 1re série en 2011.
EscaladeL'Espace Vertical Saint Martin d'Hères est une salle d'escalade de 1 900 m2 et 14 mètres de haut. 300 voies de couleur sont à disposition du public.
Sports d'eaucentre aquatique Aquatlantis.

### Lieux de cultes

#### Culte catholique
La commune est rattachée à la paroisse Saint Thomas, qui couvre également Gières et Venon. Les lieux de culte en dépendant sont les suivants 
- l'église Notre Dame de la Salette (église paroissiale), rue Friedrich Engels,
- l'église Saint-Bernard, place Étienne Grappe,
- l'église Saint-Martin, quartier Village,

Quelques photos des églises de Saint-Martin d'hères
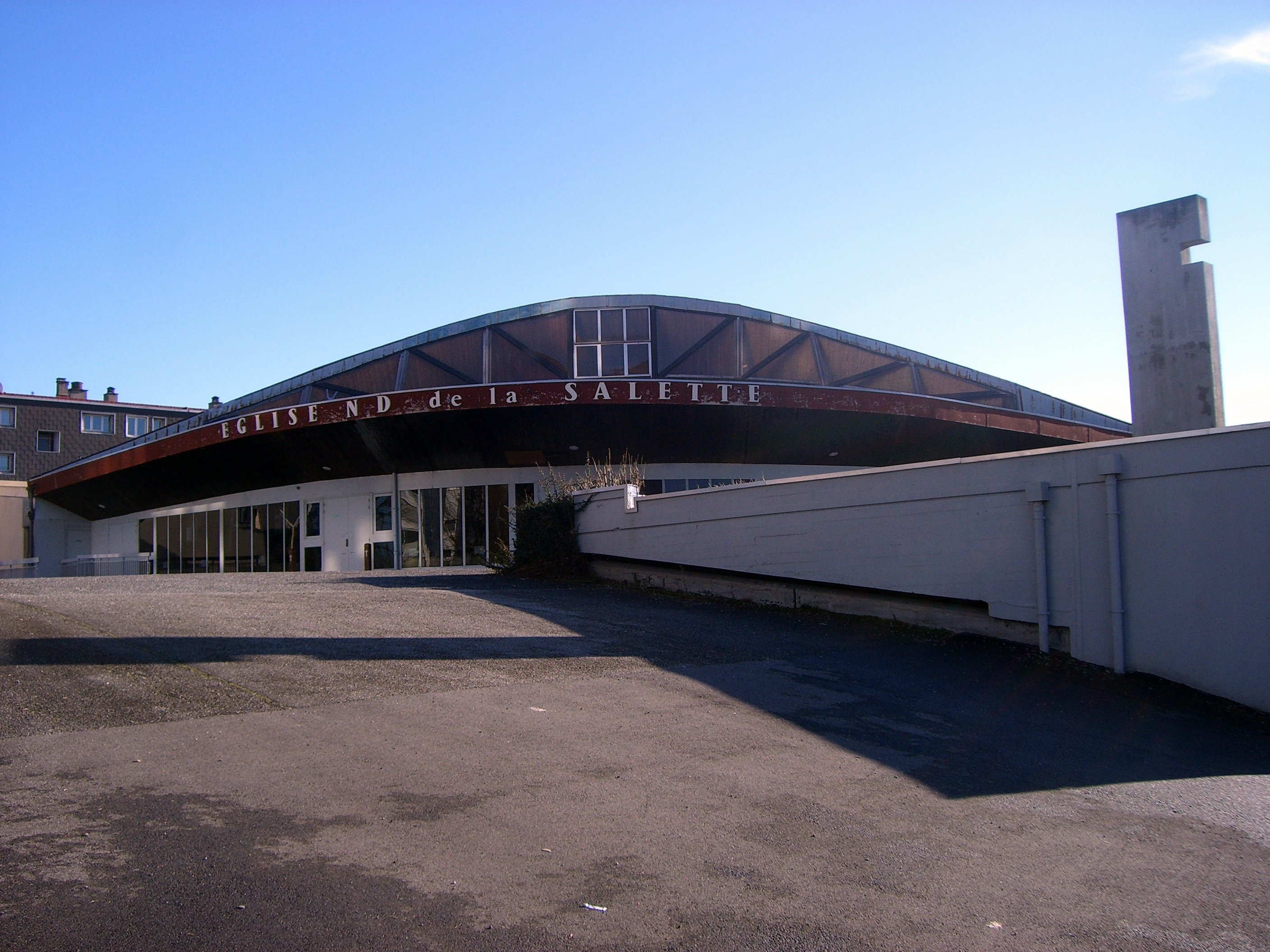
L'église Notre Dame de la Salette.
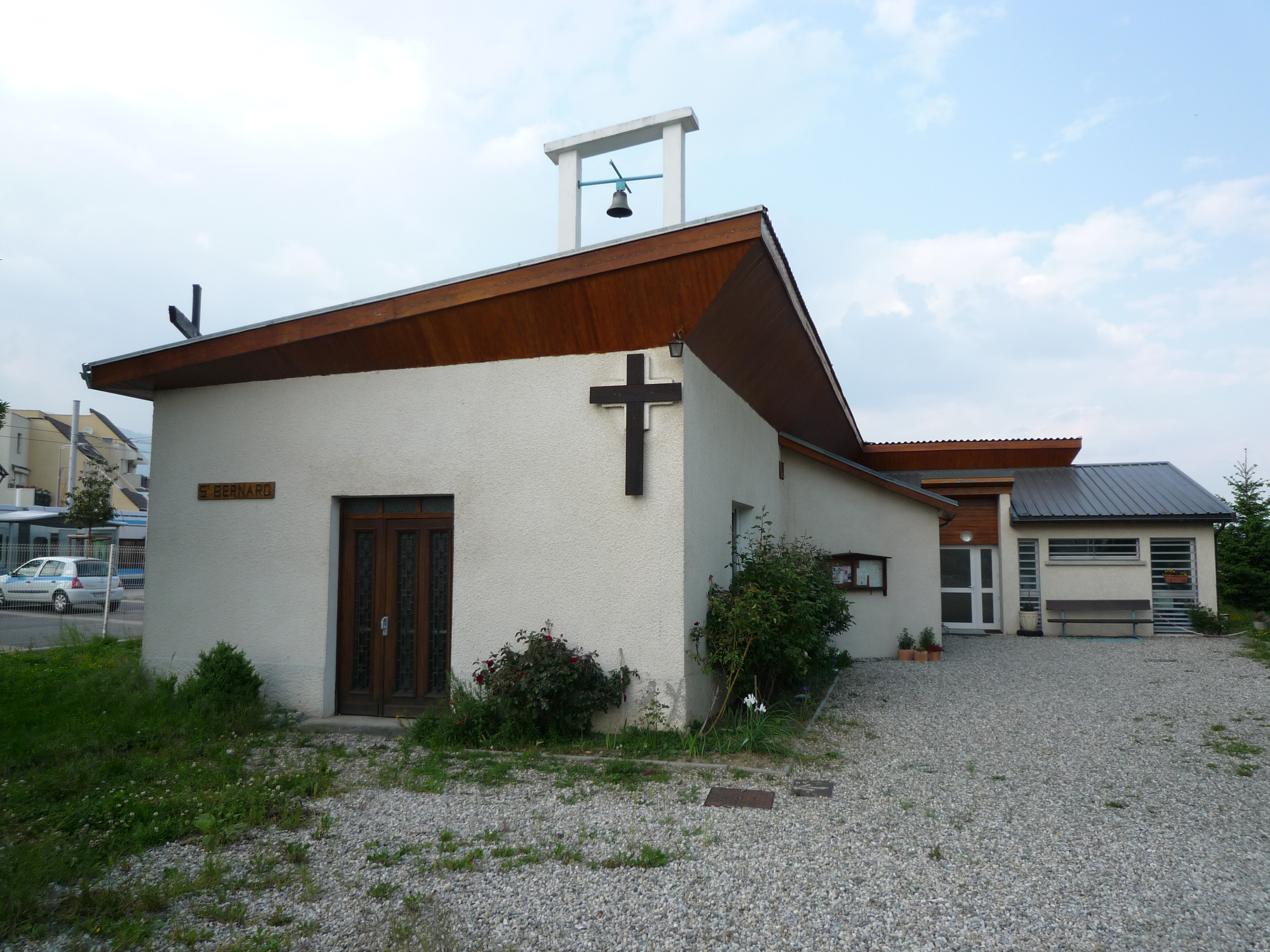
L'église Saint-Bernard.
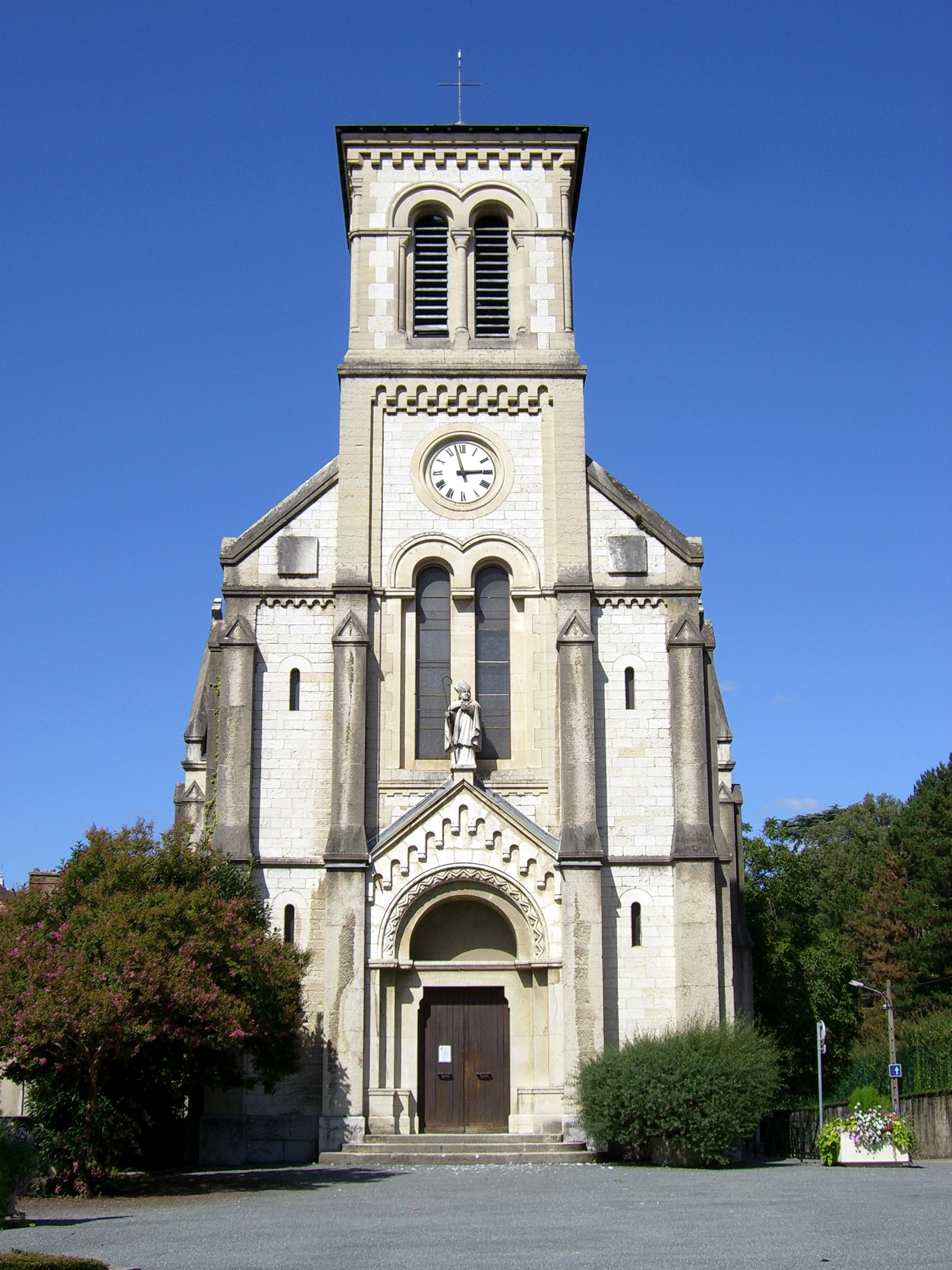
L'église Saint-Martin.

L'ancien couvent du Bon Pasteur (voir Château de la plaine) et le couvent Notre Dame de la Délivrande sont également rattachés à la paroisse Saint Thomas.

Deux photos du couvent du Bon Pasteur
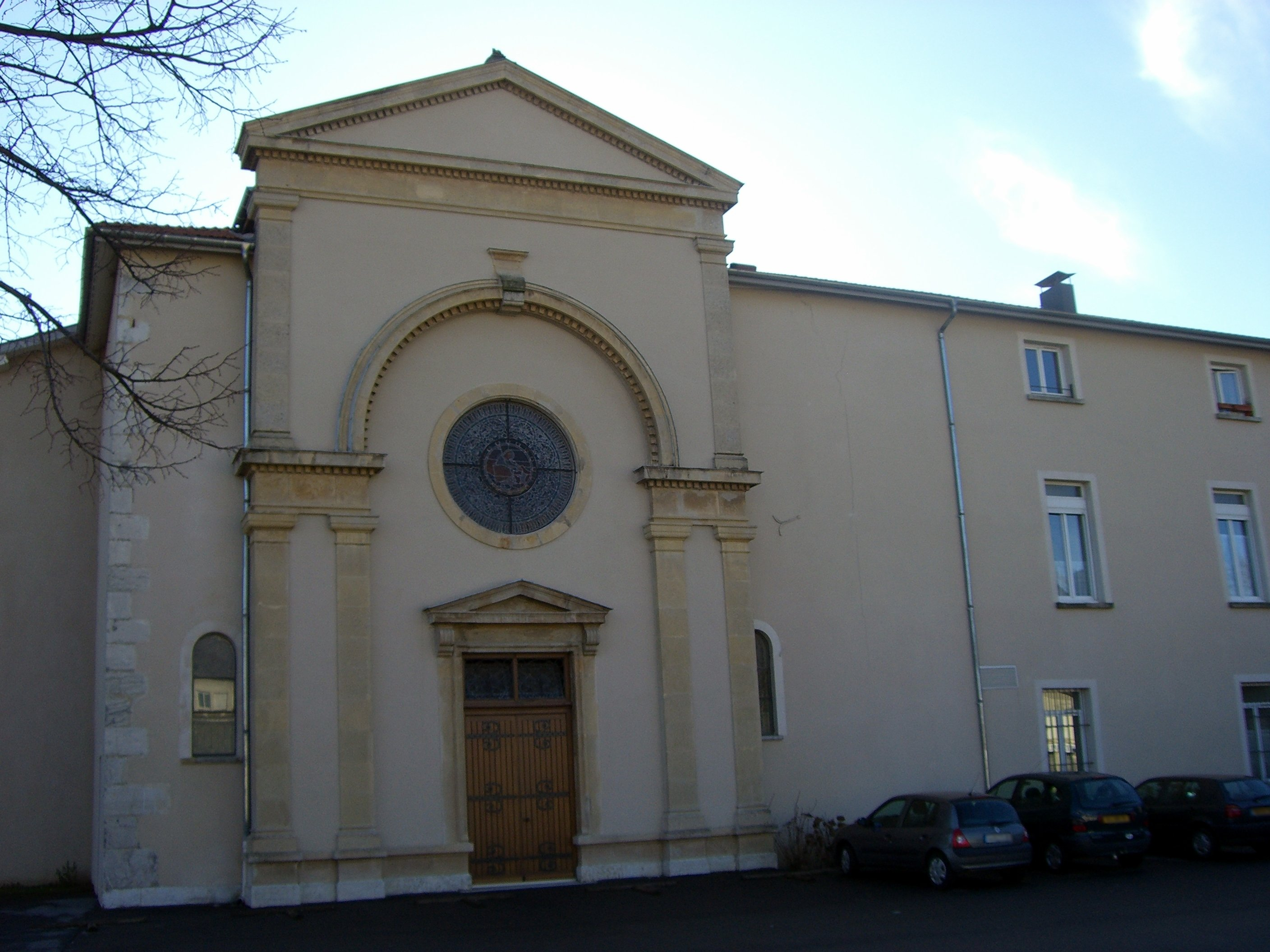
Le Couvent du Bon Pasteur.
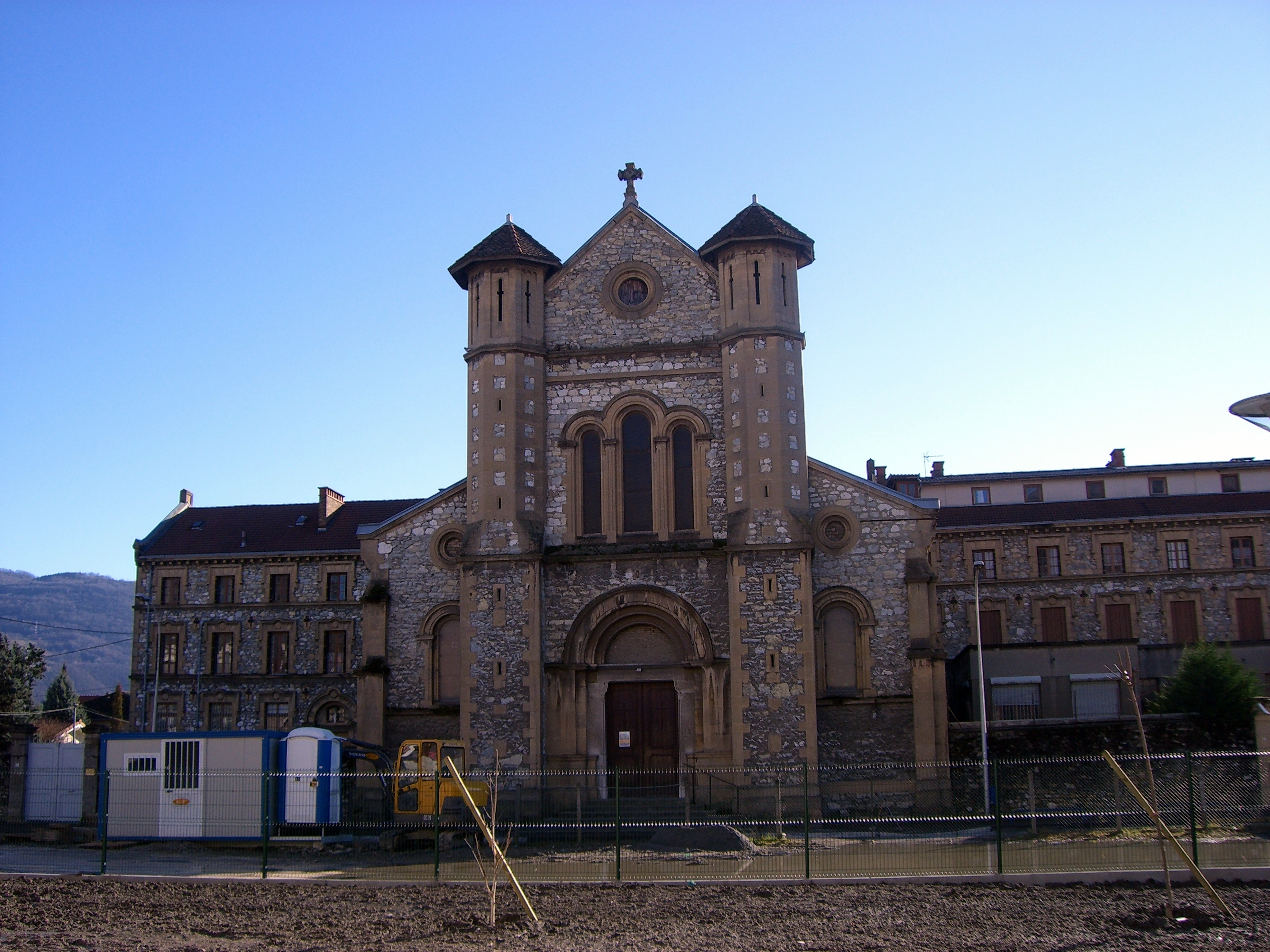
Le Couvent Notre Dame de la Délivrande.

#### Culte orthodoxe
En 2017, l'Association cultuelle orthodoxe roumaine "tous saints" Grenoble a racheté au diocèse catholique l'église Saint-Maurice, située place Paul Éluard, en conservant son nom,. Après sa rénovation, sa consécration selon le rite orthodoxe roumain a eu lieu le 19 mai 2018.

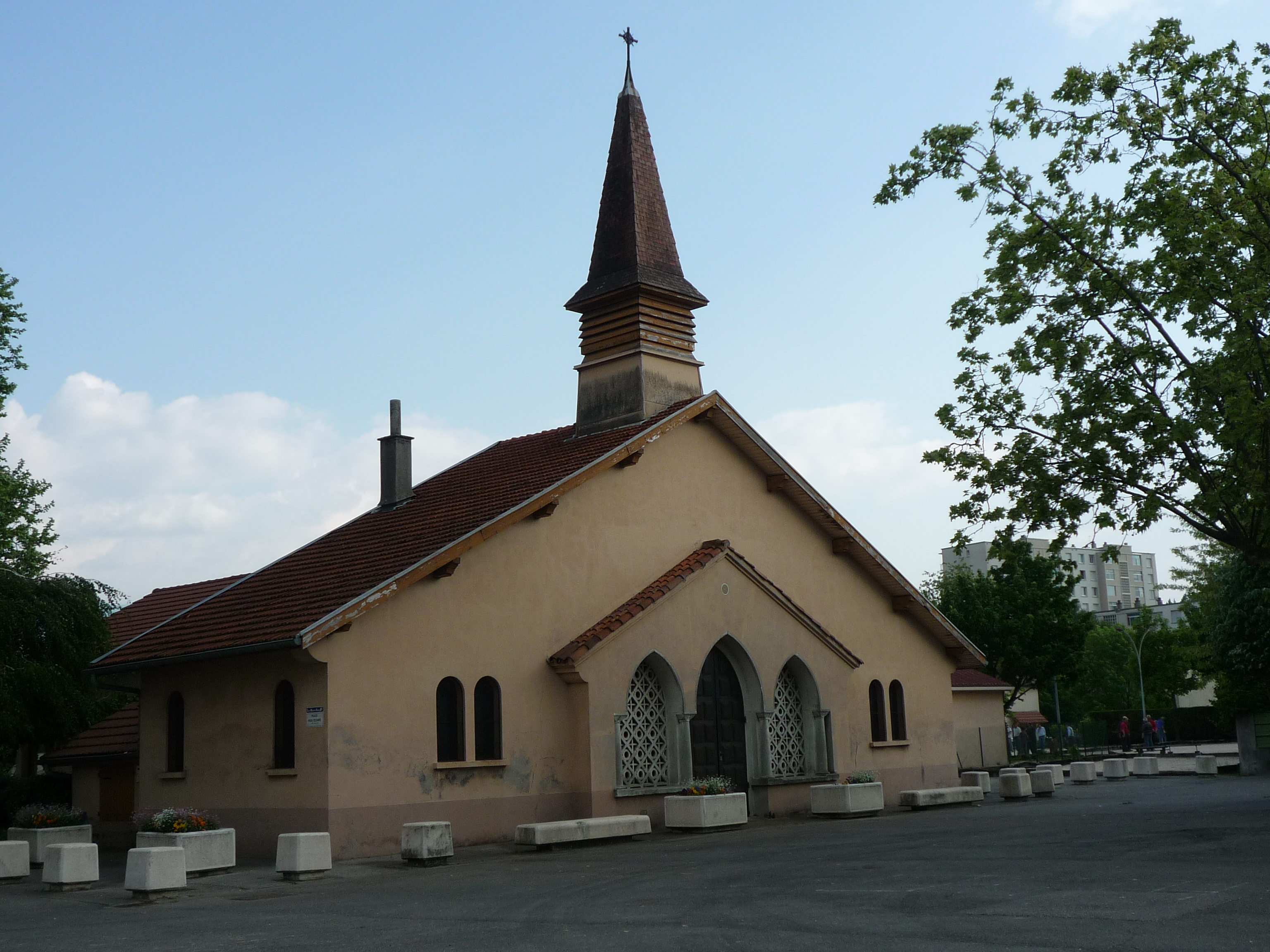
L'église Saint-Maurice en 2009.

#### Culte musulman
Depuis 2015, la communauté musulmane dispose d'une nouvelle mosquée, nommée Omar ibn al-Khattâb, au nord du quartier Renaudie, inaugurée le 24 octobre 2015.

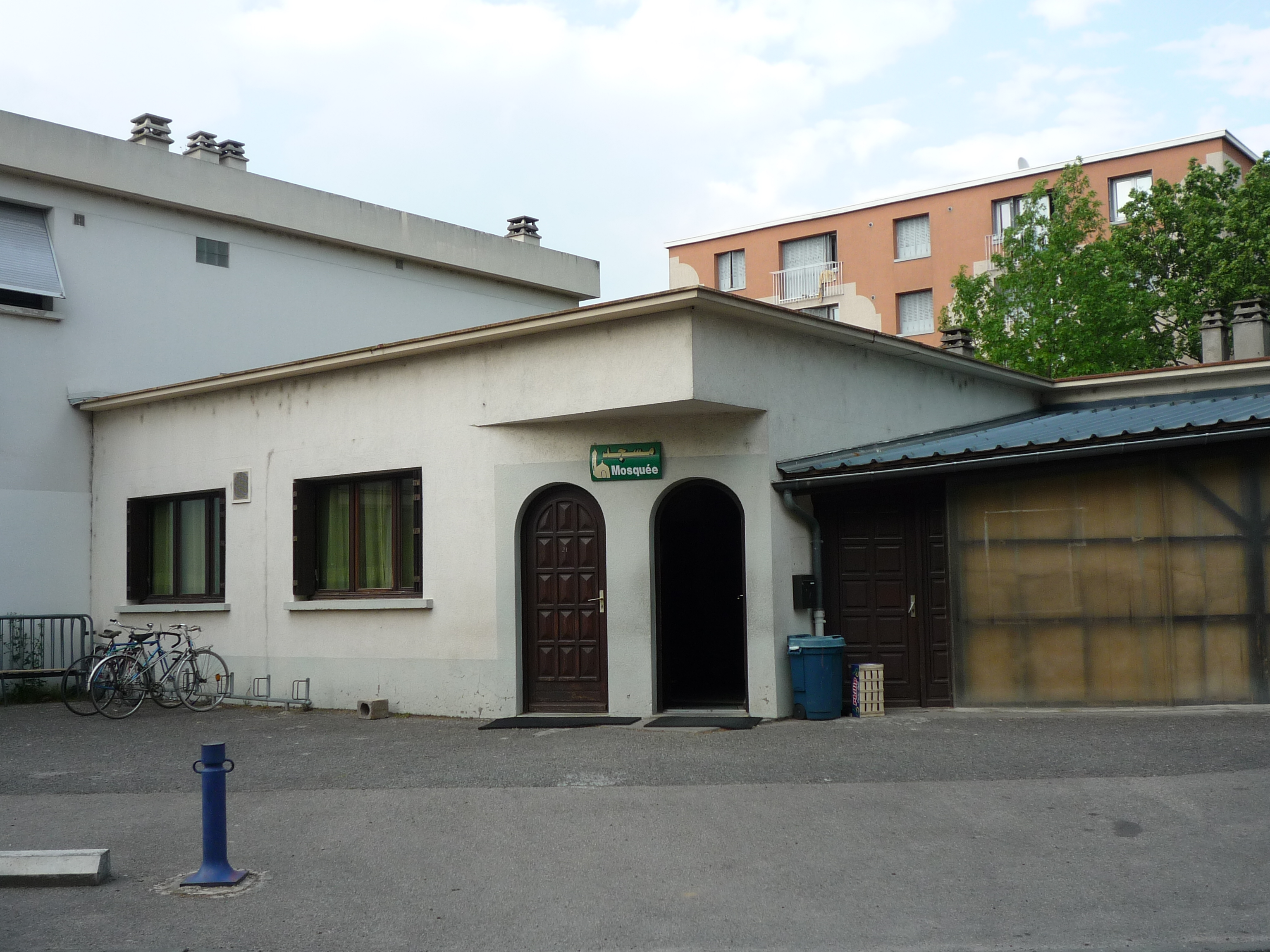
L'ancienne mosquée.
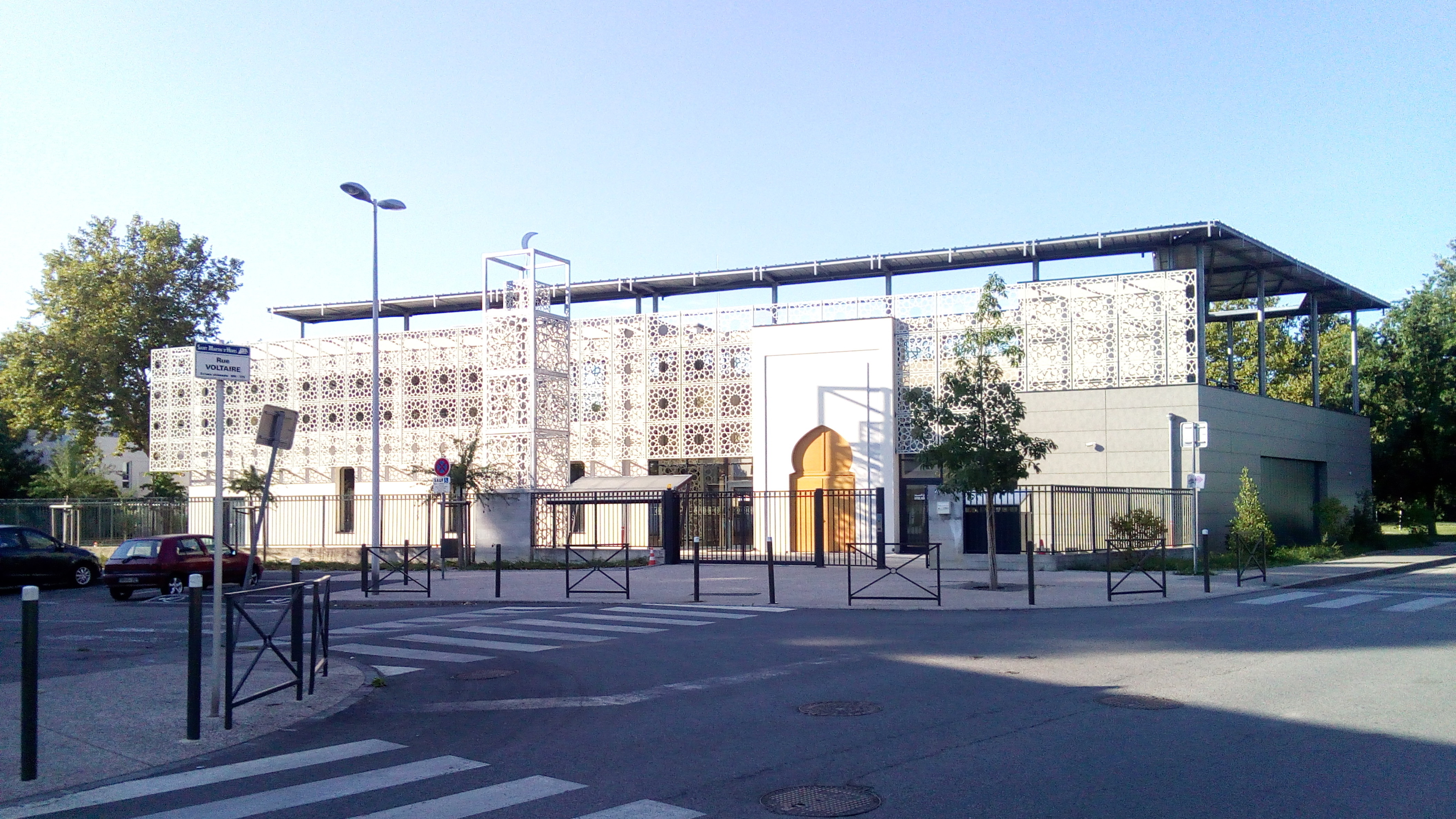
Nouvelle mosquée Omar ibn Al Khattab

### Médias
- La presse locale est dominée par le quotidien régional Le Dauphiné libéré, fondé en 1945, et dont le siège est à Grenoble. Ce quotidien fait partie du groupe Est Bourgogne Rhône Alpes.

- Les Affiches de Grenoble et du Dauphiné est un journal d'annonces légales diffusé de façon hebdomadaire dans le département de l'Isère et dont le siège est situé à Grenoble.

- La commune est située sur l'aire de diffusion de radio Ici Isère, une radio publique qui émet sur tout le territoire du département de l'Isère.

Le bassin grenoblois bénéficie par ailleurs de la présence de chaînes de télévision régionales comme France 3 Alpes qui propose une édition locale du service public. Celle-ci domine historiquement l'information locale en offrant des reportages sur divers lieux de la région.
La chaîne locale TéléGrenoble est une chaîne de télévision privée mise en service en octobre 2005. Devenue en 2011, Télé Grenoble Isère, elle propose de multiples reportages d'actualités locales sur Grenoble et l'ensemble du Grésivaudan et du Pays Voironnais.

## Économie
La commune fait partiellement partie de l'aire géographique de production et transformation du « Bois de Chartreuse », la première AOC de la filière Bois en France.

### Zone commerciale

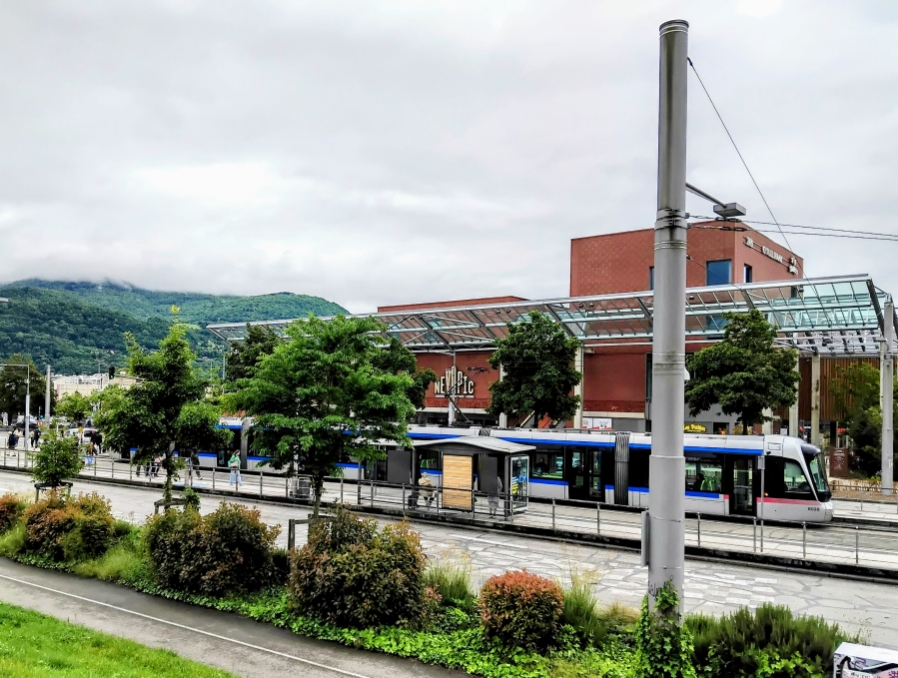
Station de tramway et centre commercial Neyrpic

L'avenue Gabriel-Péri est longée des deux côtés par une longue zone commerciale. Concessionnaires d'automobiles, revendeurs en tout genre, grandes enseignes, grandes surfaces (Géant, Darty, Castorama...), vêtements, sport, brasserie. De plus, l'installation du magasin Lapeyre et l'ouverture du magasin Ikea, le long de la Rocade Sud constituent la création d'une nouvelle zone commerciale appelée « Porte du Grésivaudan ». Proche du centre de Grenoble, ce site se trouve au cœur du réseau de tramway, de part et d'autre de l'avenue Gabriel-Péri. 
Il englobe notamment la clinique Belledonne, un hypermarché et son centre commercial, la première entrée du campus depuis Grenoble ainsi que le centre commercial polyvalent de 115 commerces et services de restauration ouvert sur le site de l'ancienne usine Neyrpic, ouvert en octobre 2024, puis finalement reporté pour le printemps 2024.

### Viticulture
Saint-Martin-d'Hères est une commune viticole du département de l'Isère, à ce titre elle est autorisée à produire l'IGP Isère (rouge, blanc et rosé).

## Culture locale et patrimoine

### Lieux et monuments

#### Patrimoine religieux
- Le Couvent du Bon Pasteur (voir Château de la plaine).
- L'église Saint-Martin, la plus vieille de la commune. Elle a été construite entre 1892 et 1894 sur un style néo-roman selon un plan en croix latine, avec un clocher-porche et une nef de 20 m de long. Les plans sont dus à l'architecte Ferdinand Bugey, à la demande de l'abbé Julien[45].

Quelques photos de l'église Saint-Martin
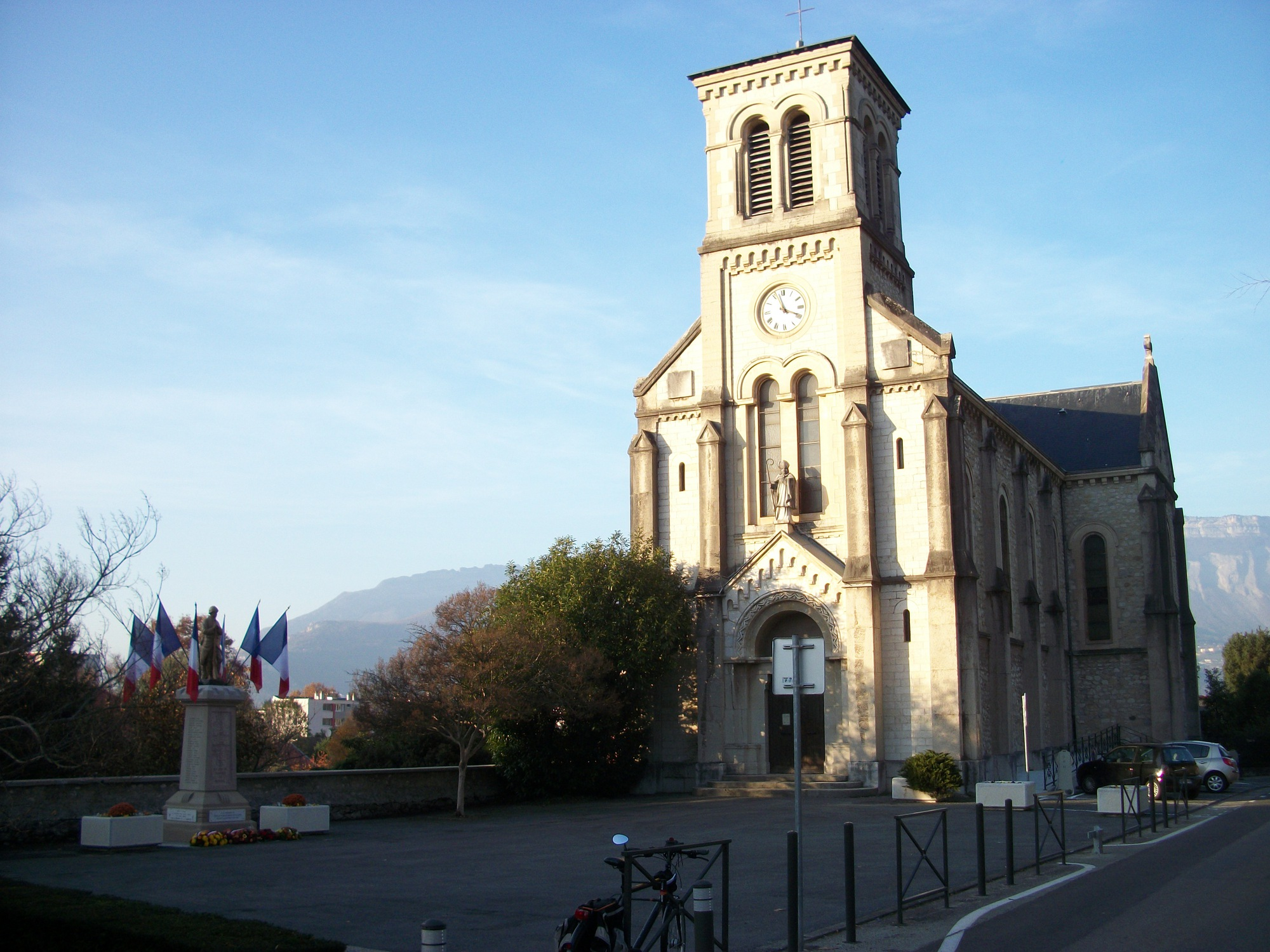
Place de l'église Saint-Martin
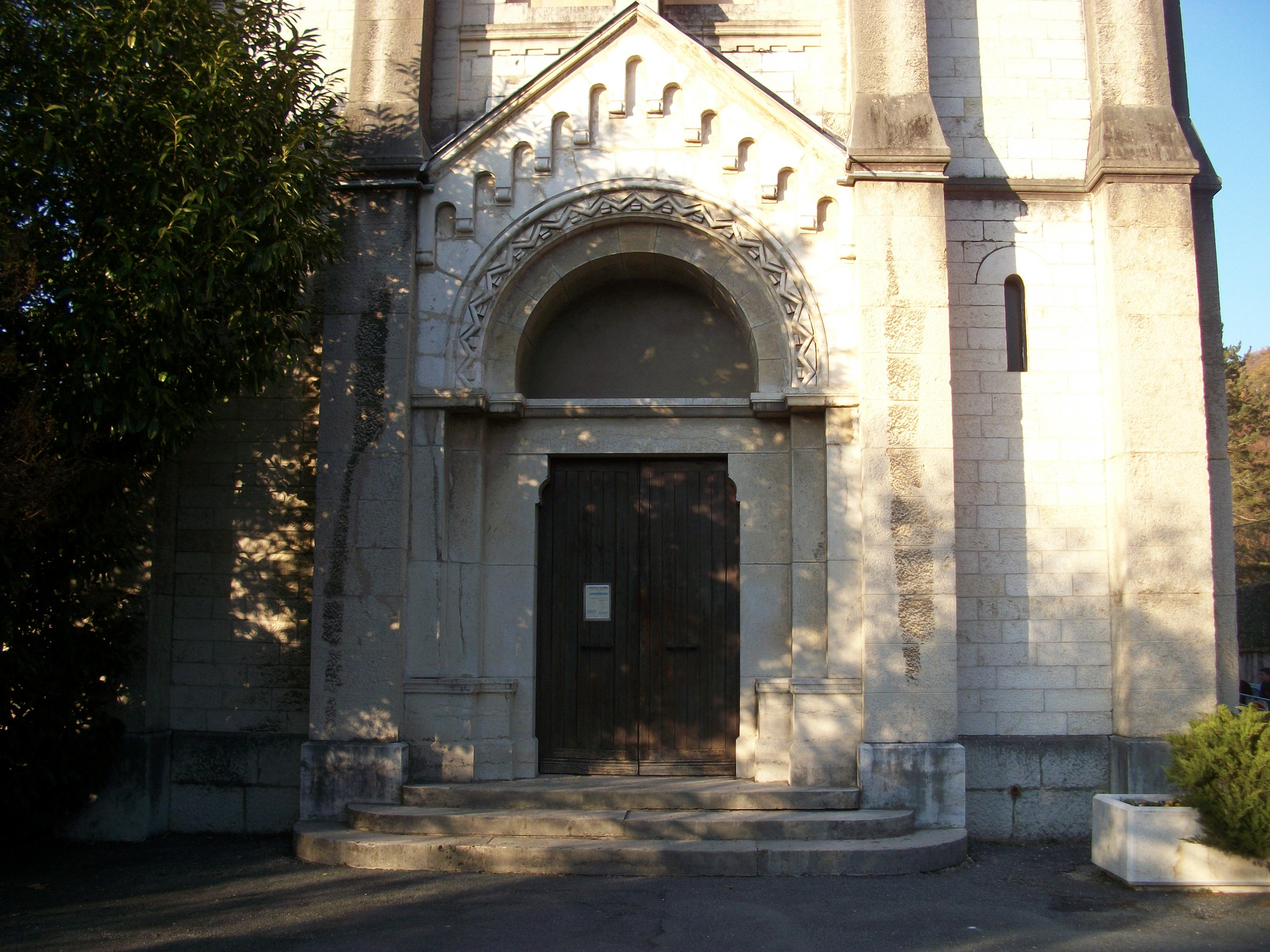
Porche
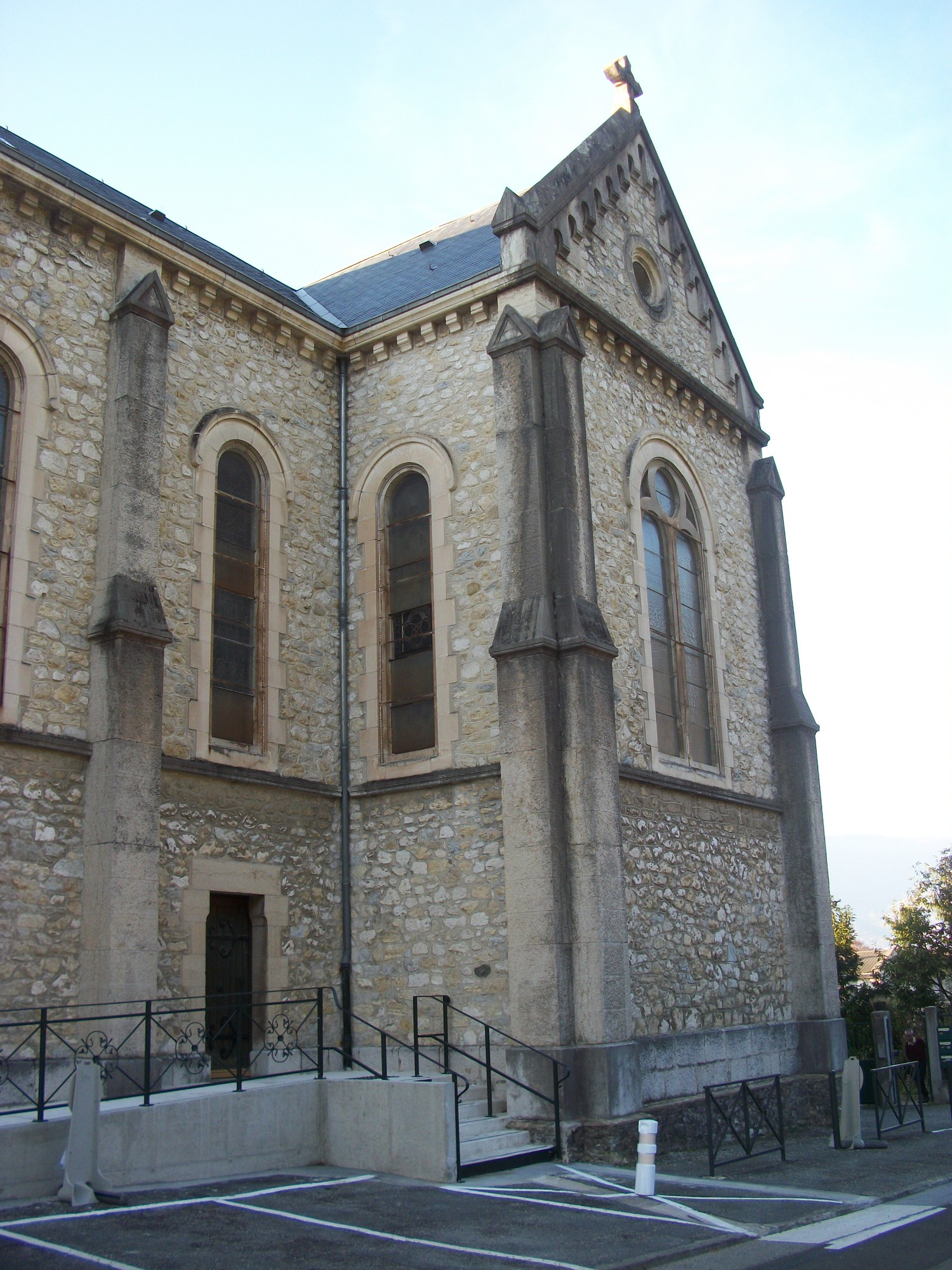
Transept
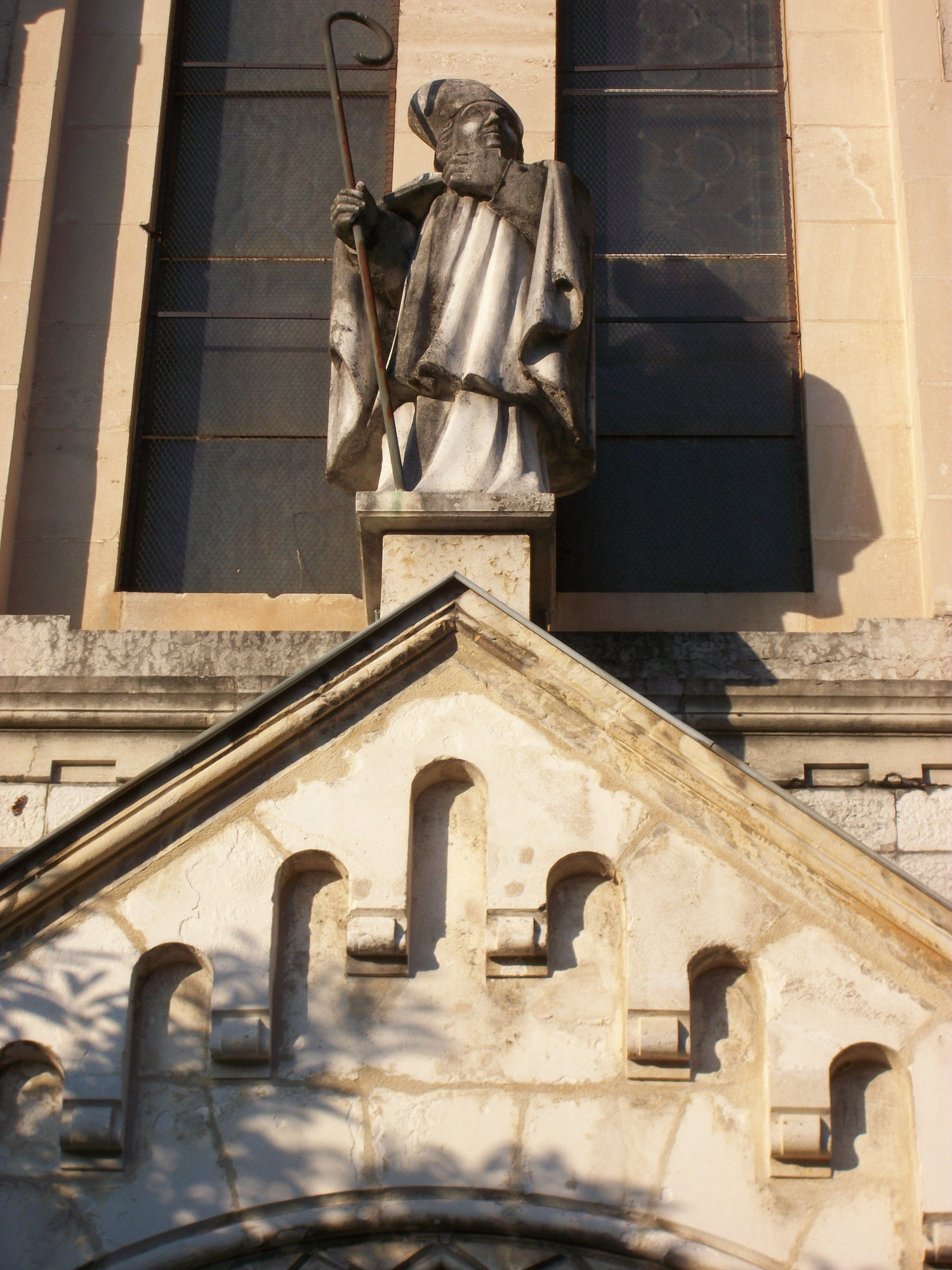
Statue d'évêque sur le porche

##### Couvent des Minimes

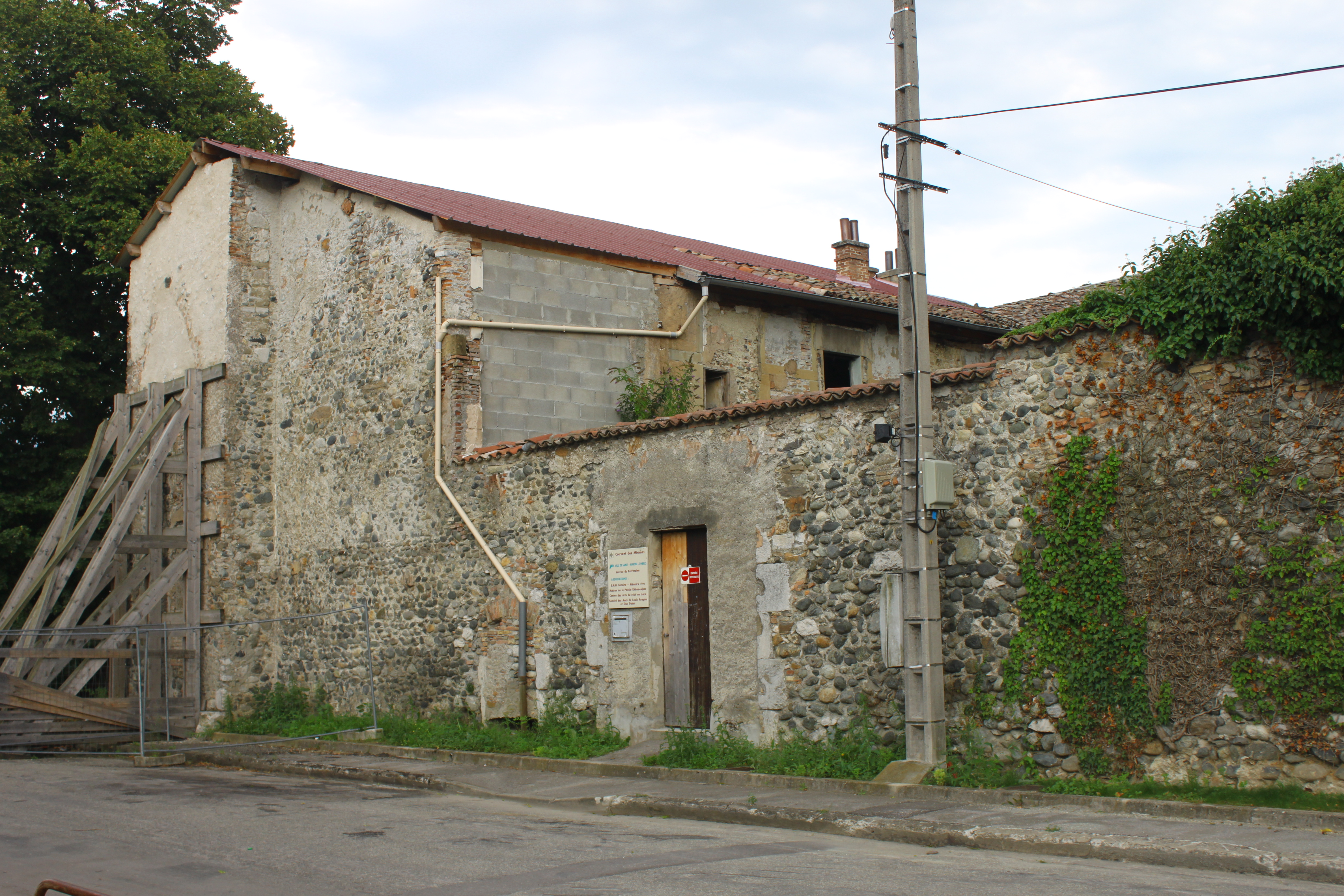
Le couvent des Minimes près de l'arrêt Édouard Vaillant du tram D

On trouve à Saint-Martin-d'Hères le couvent des Minimes de la plaine, monument historique inscrit par arrêté du 17 mai 1982, datant du XVe siècle. Il a abrité des sépultures de la noblesse locale dont celle du chevalier Bayard.

##### Couvent Notre-Dame de la Délivrande
- Couvent de la Délivrande, labellisé Patrimoine en Isère[47].

#### Patrimoine civil
- La pierre du Bigot, un bloc erratique sculpté de cupules,
- Le château-fort du Mûrier ou château féodal de Gières.
- La ferme Chenas.
- Le Château Dupont – Delporte au Mûrier.
- Le château Fourmy.
- Le Château des Alloves.
- L'ancien cimetière Saint-Pierre, qui abrite plusieurs exemples d'art funéraire et le tombeau de la famille Dupont–Delporte.
- La place de la Liberté, au Village : ancienne mairie (devenue la MJC Village) et anciennes écoles, édifiées vers 1880[45], buste de Marianne.
- L'ancienne ferme rue du Souvenir.
- Le château du Rhue, entre La Galochère et Les Alloves[48].
- Le château du Bigot, dit la vieille maison, datant du XVIe siècle, anciennement propriété du comte de Pizançon[48].

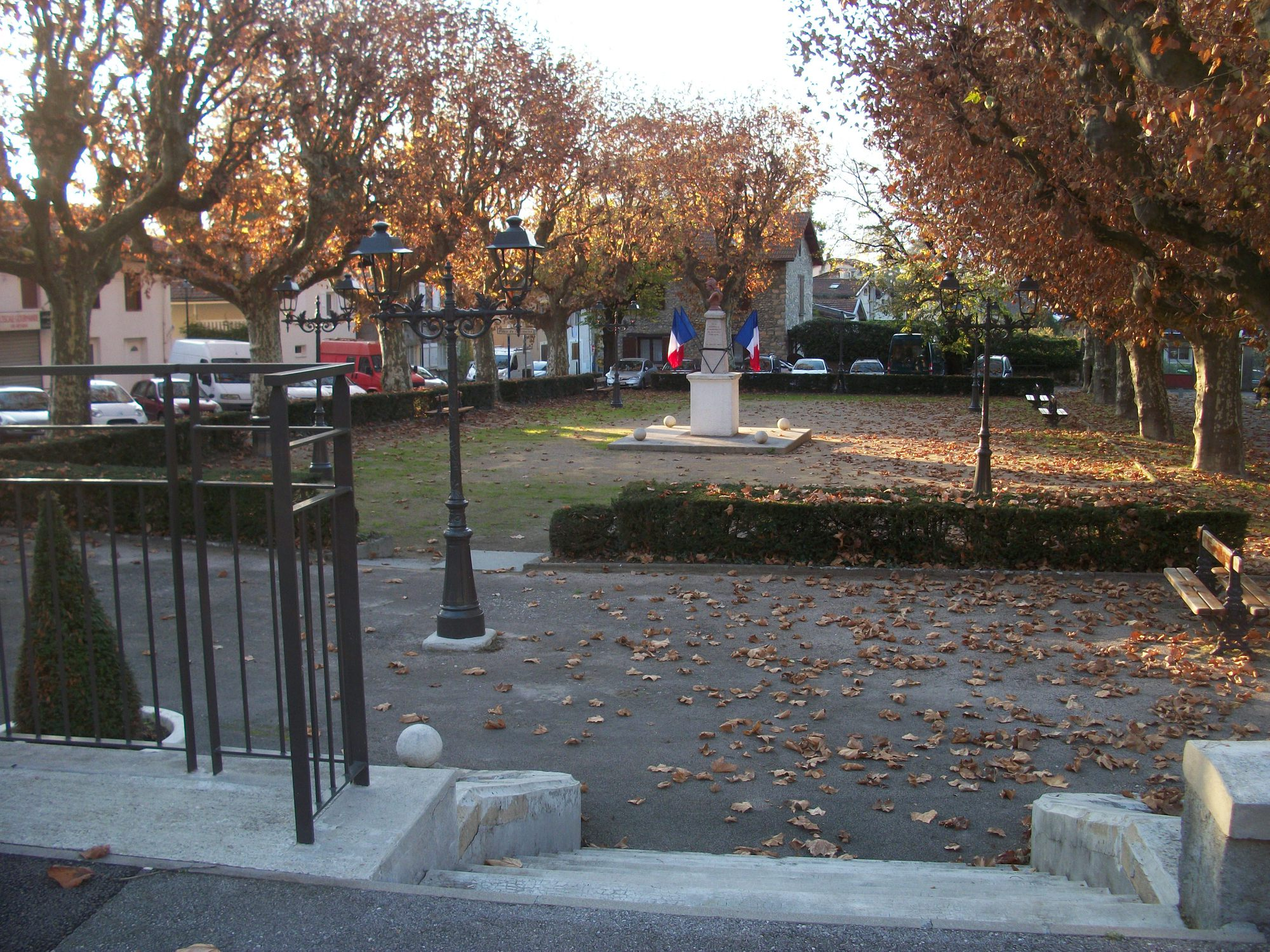
Place de la Liberté, quartier Village
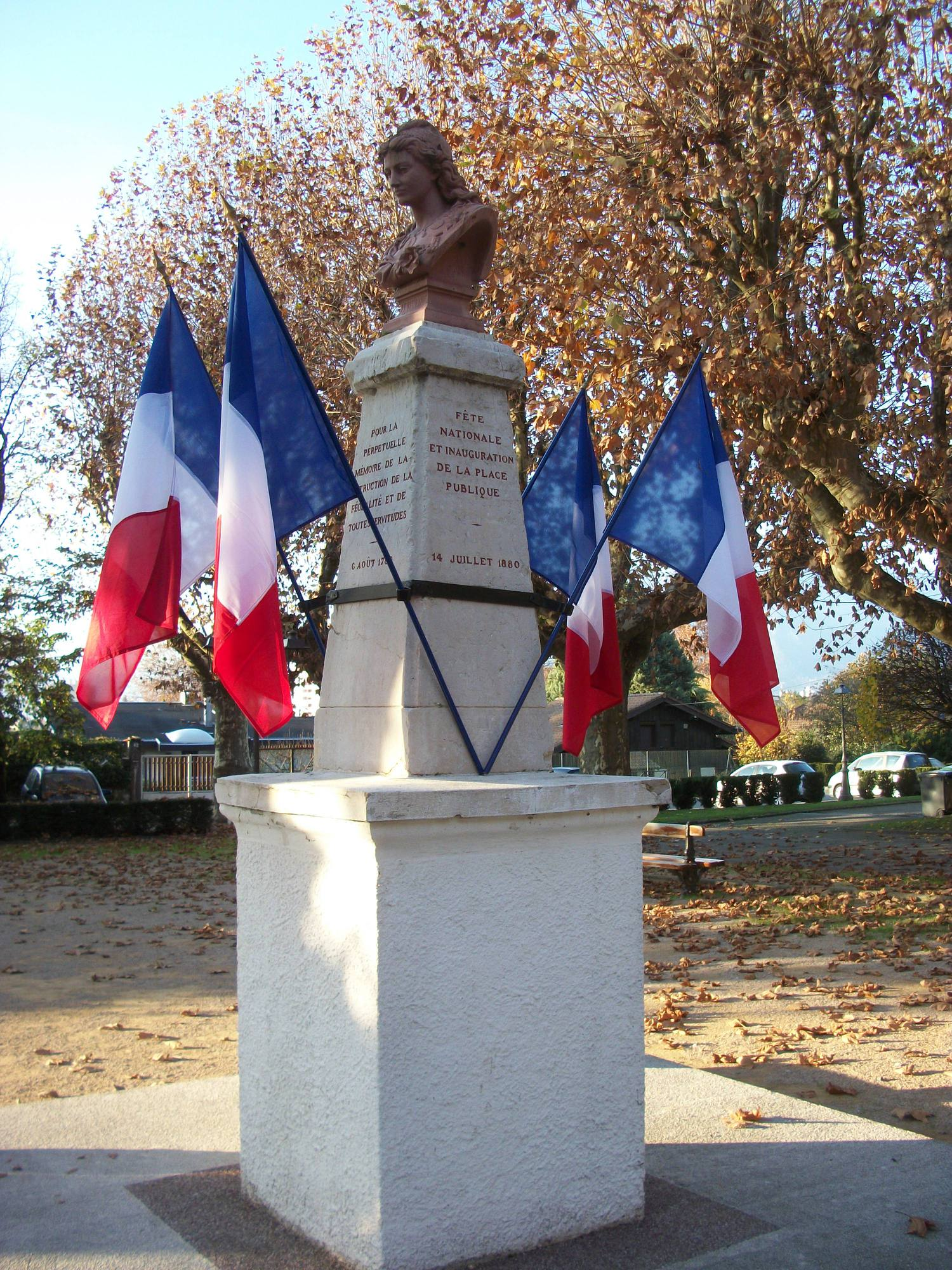
Buste de la République
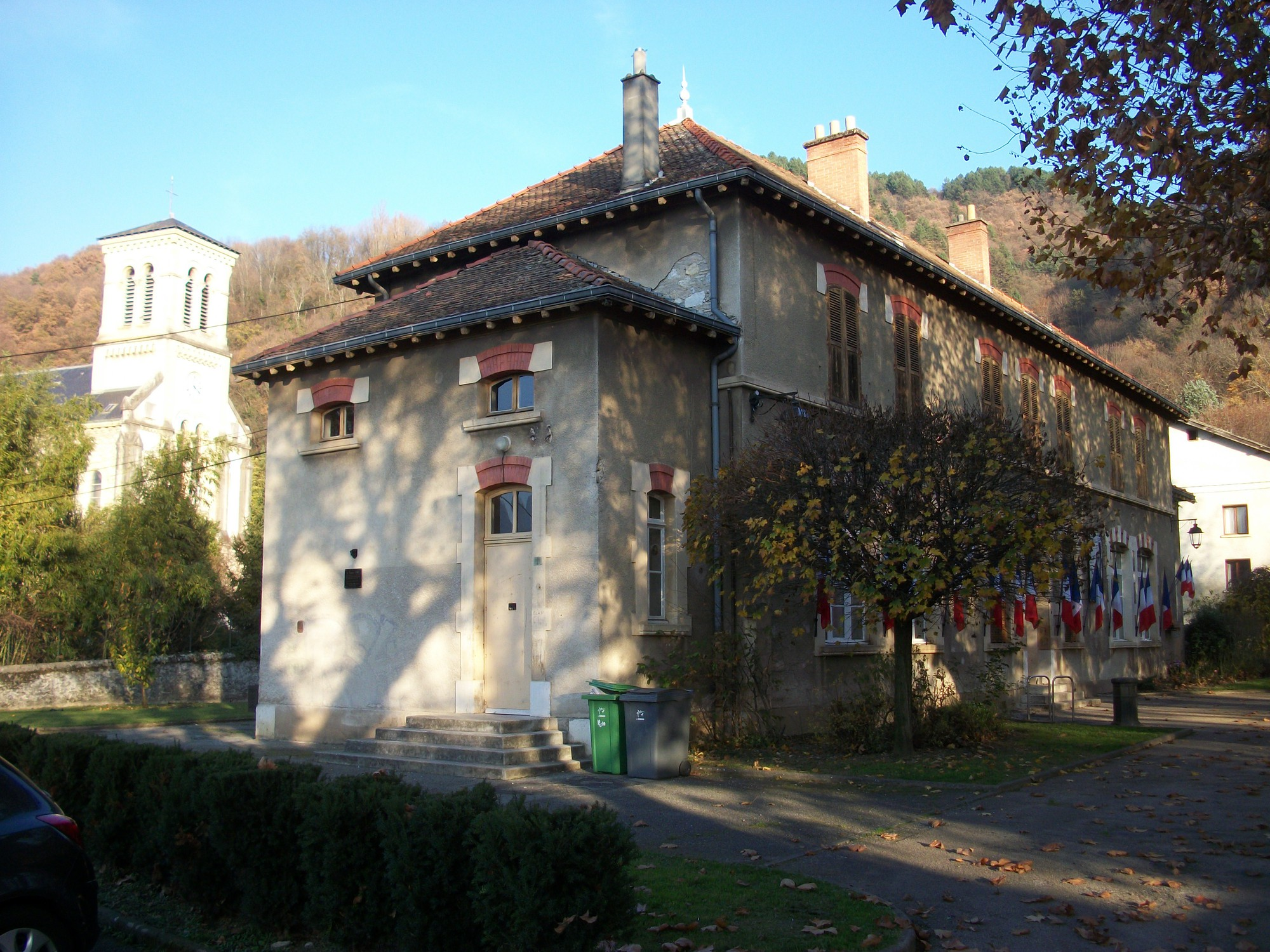
MJC Village

#### Mémoriaux
Saint-Martin-d'Hères possède plusieurs monuments aux morts. Parmi d'autres, le monument sur la place de l'église Saint-Martin, le monument au maquis du Vercors, le long de la route du Maquis, le monument aux morts au Mûrier et le monument dédié par la commune « à ses enfants morts pour la France » devant le groupe scolaire Joliot-Curie, sur l'avenue Jean-Jaurès.
La ville, qui abrite une importante communauté arménienne, a également une Place du 24 avril 1915, en mémoire du génocide perpétré par le gouvernement Jeune-Turc. Au centre de la place s'élève la sculpture Éternité par l'artiste R. Toros.

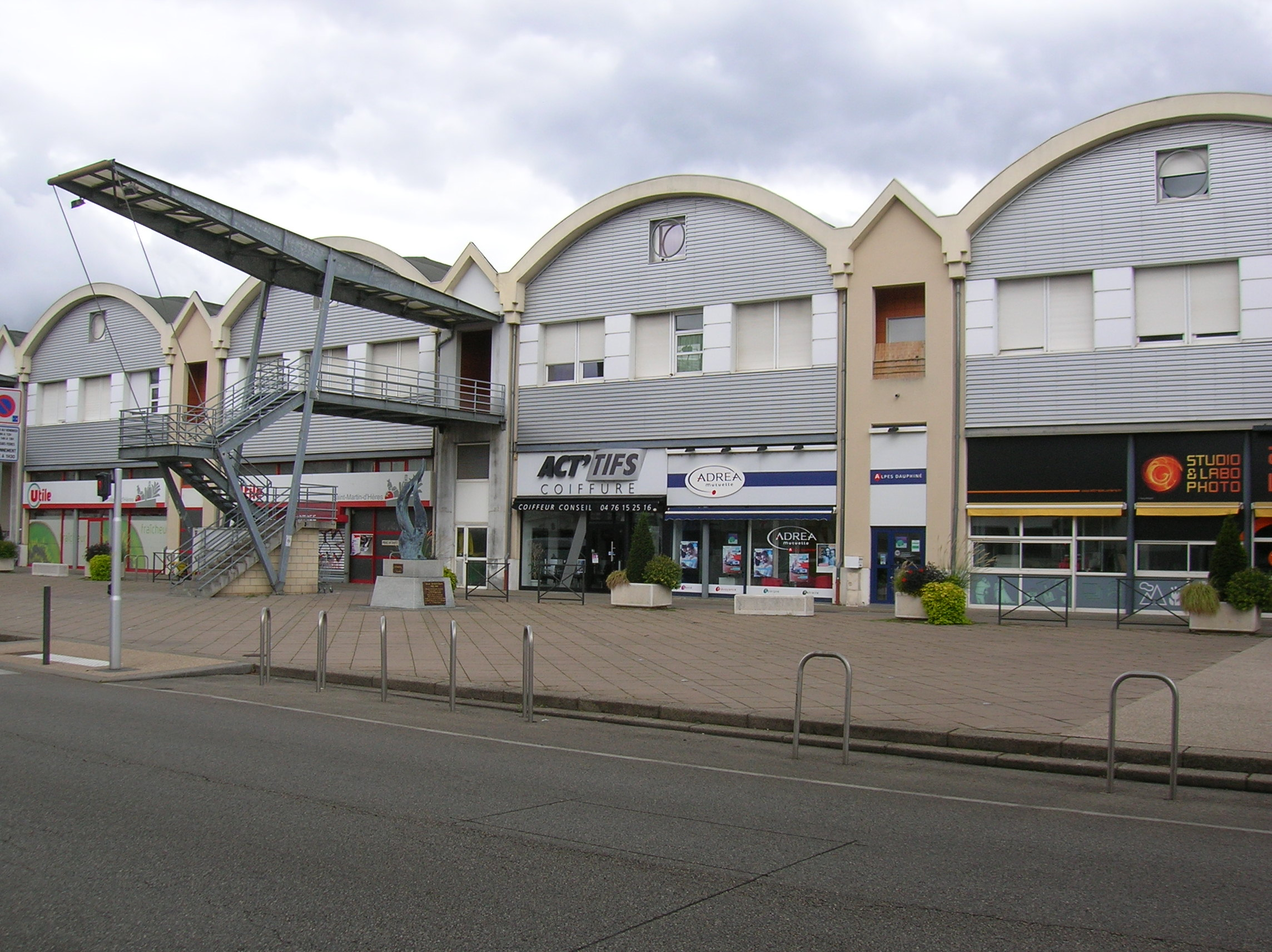
Place du 24 avril 1915
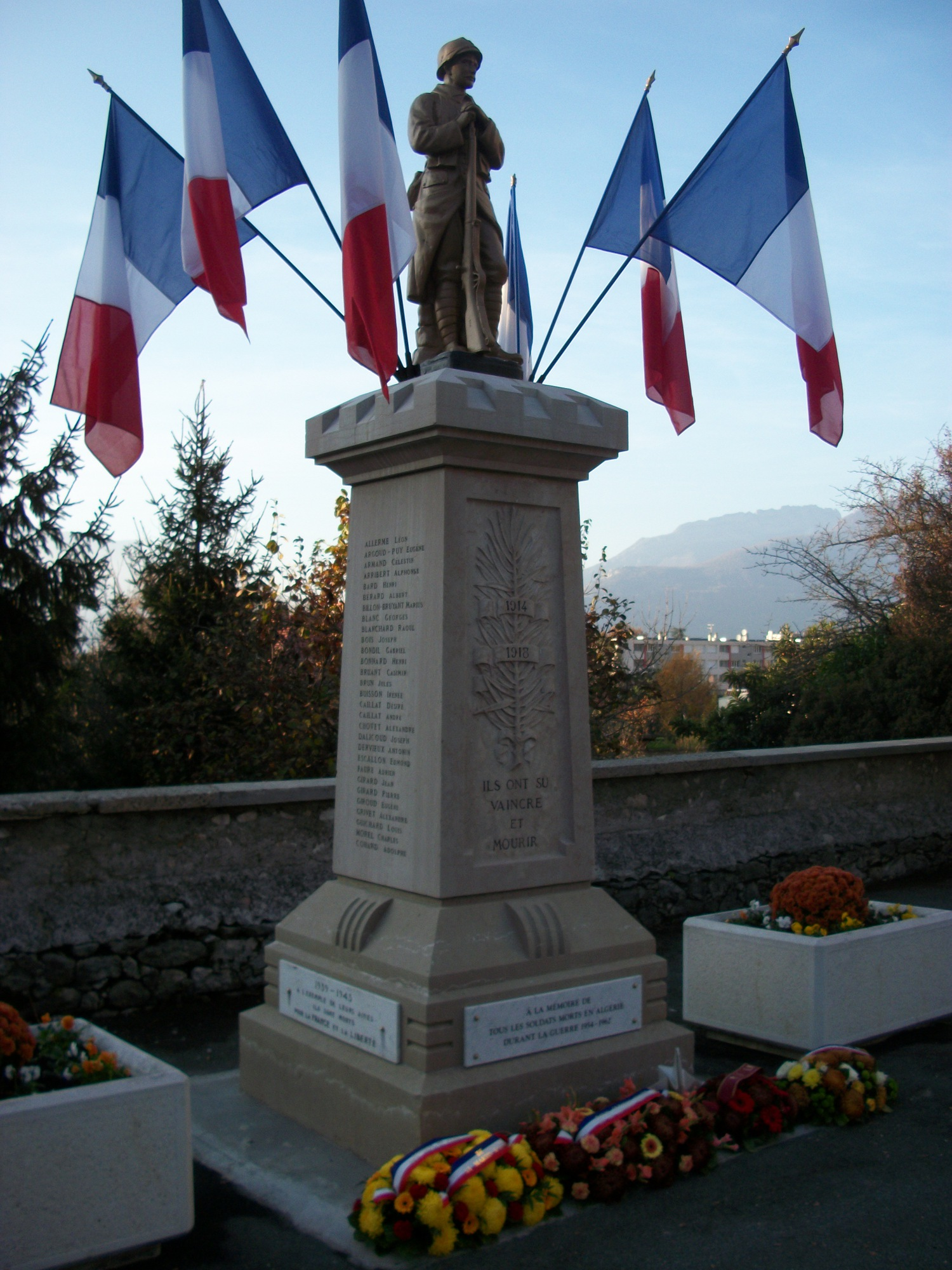
Monument devant l'église Saint-Martin
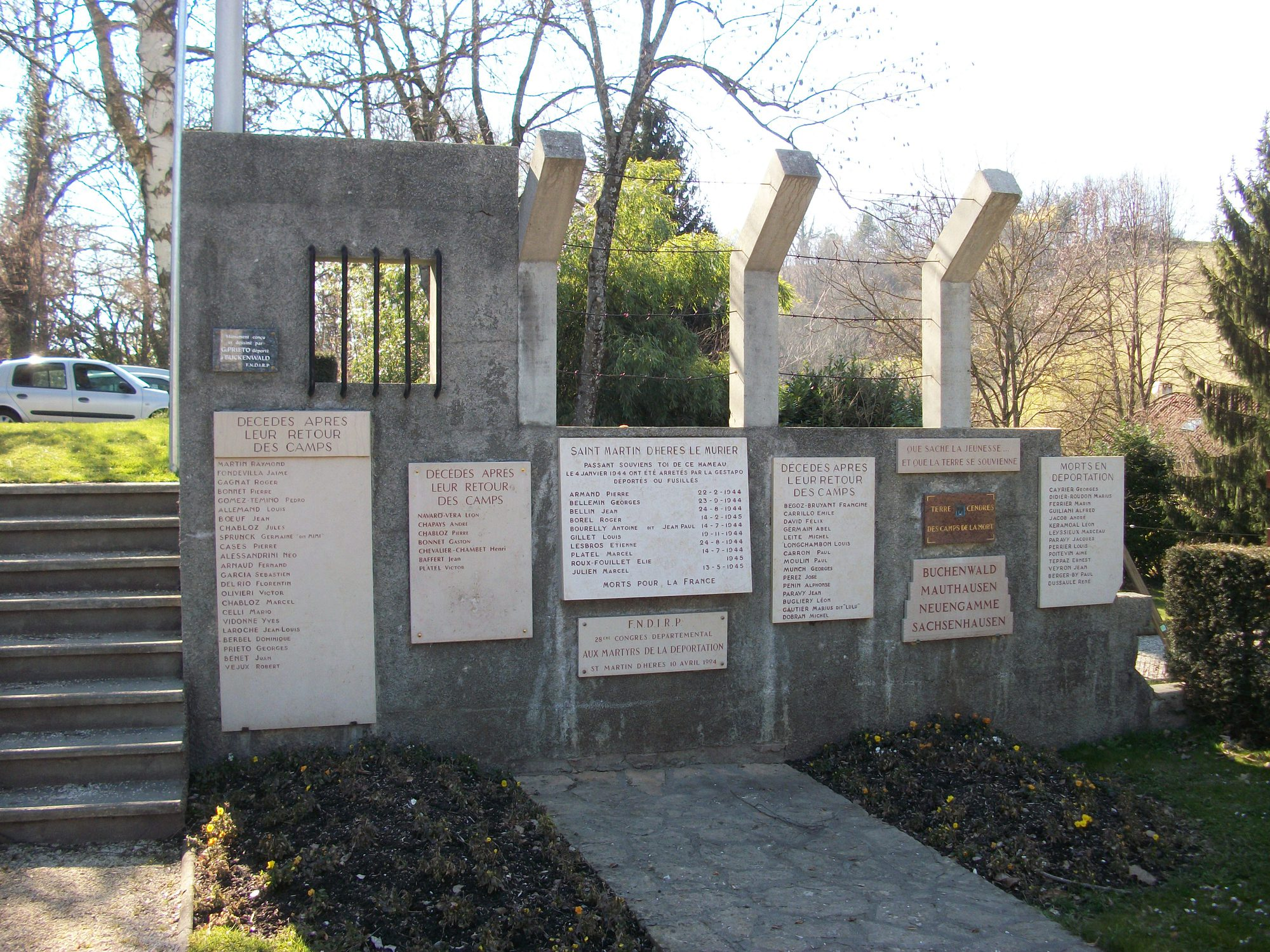
Monument aux morts en déportation au Murier

##### Le domaine universitaire

Place centrale du Campus, à gauche la bibliothèque universitaire des sciences, à droite, l'amphi Louis-Weil

Depuis 2003, la bibliothèque Interuniversitaire est labellisée « Patrimoine du XXe siècle » de l'Isère.

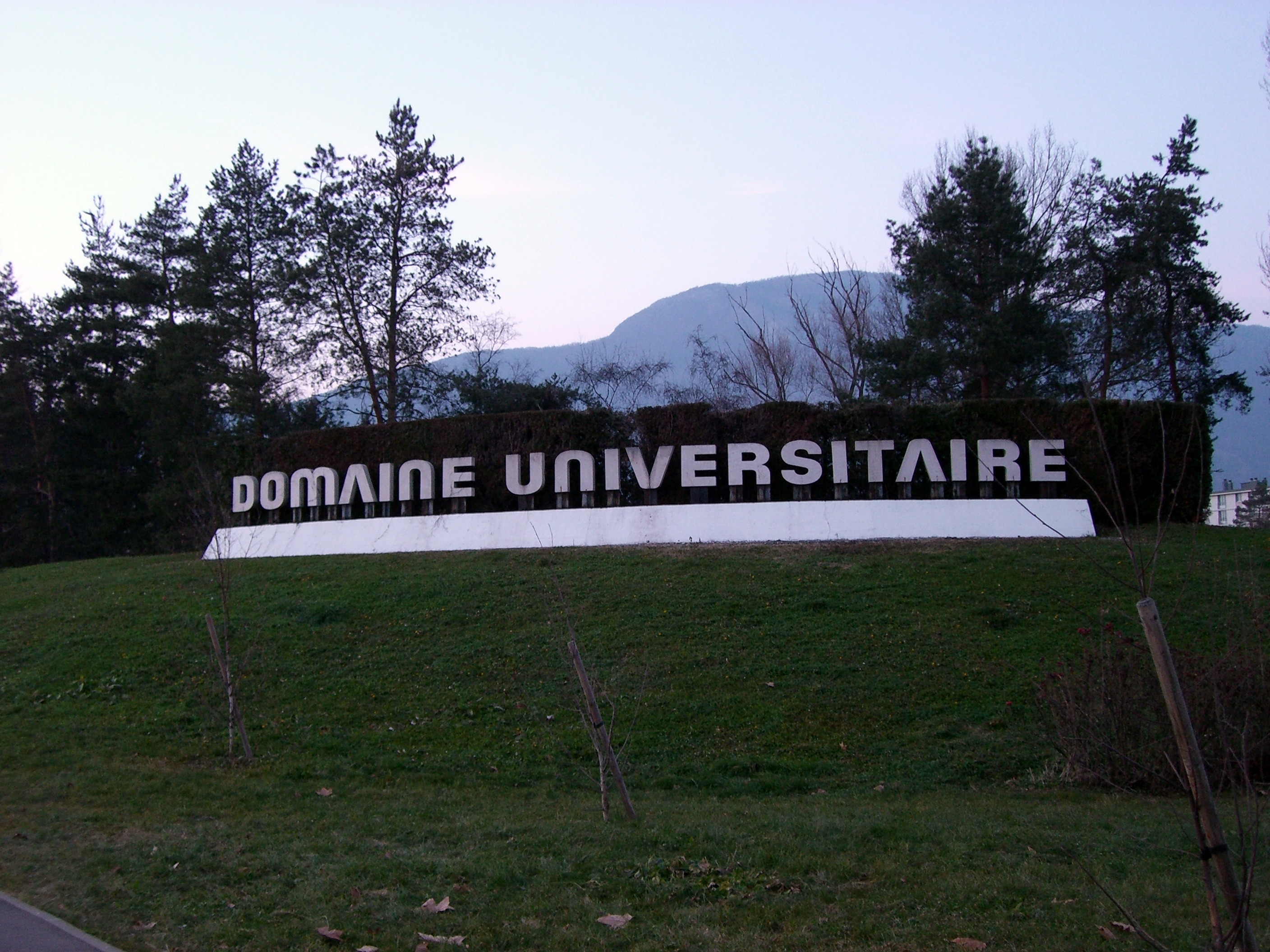
Entrée du Campus au niveau de l'arrêt Neyrpic-Belledonne du tram C
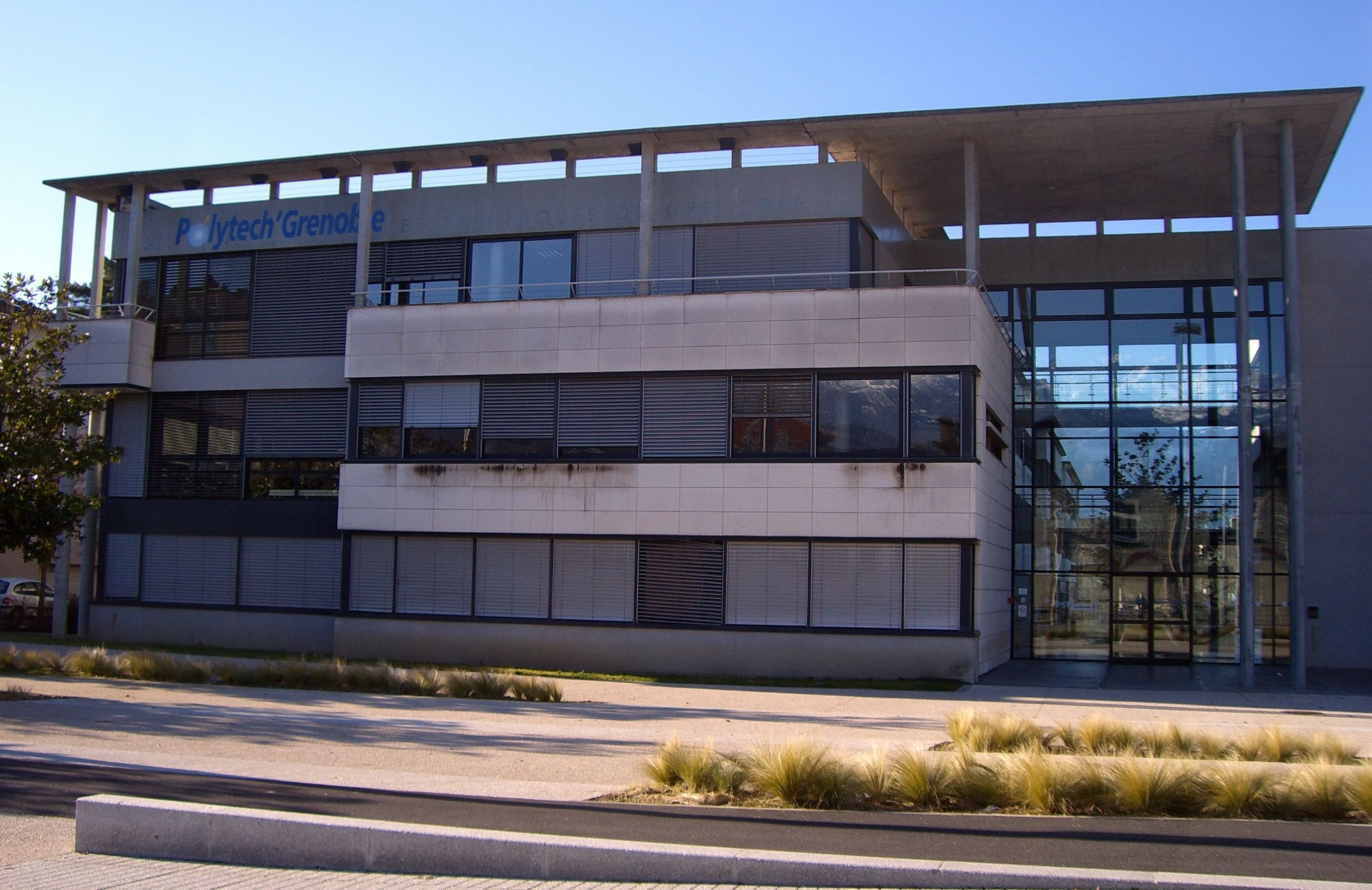
L'école Polytech Grenoble
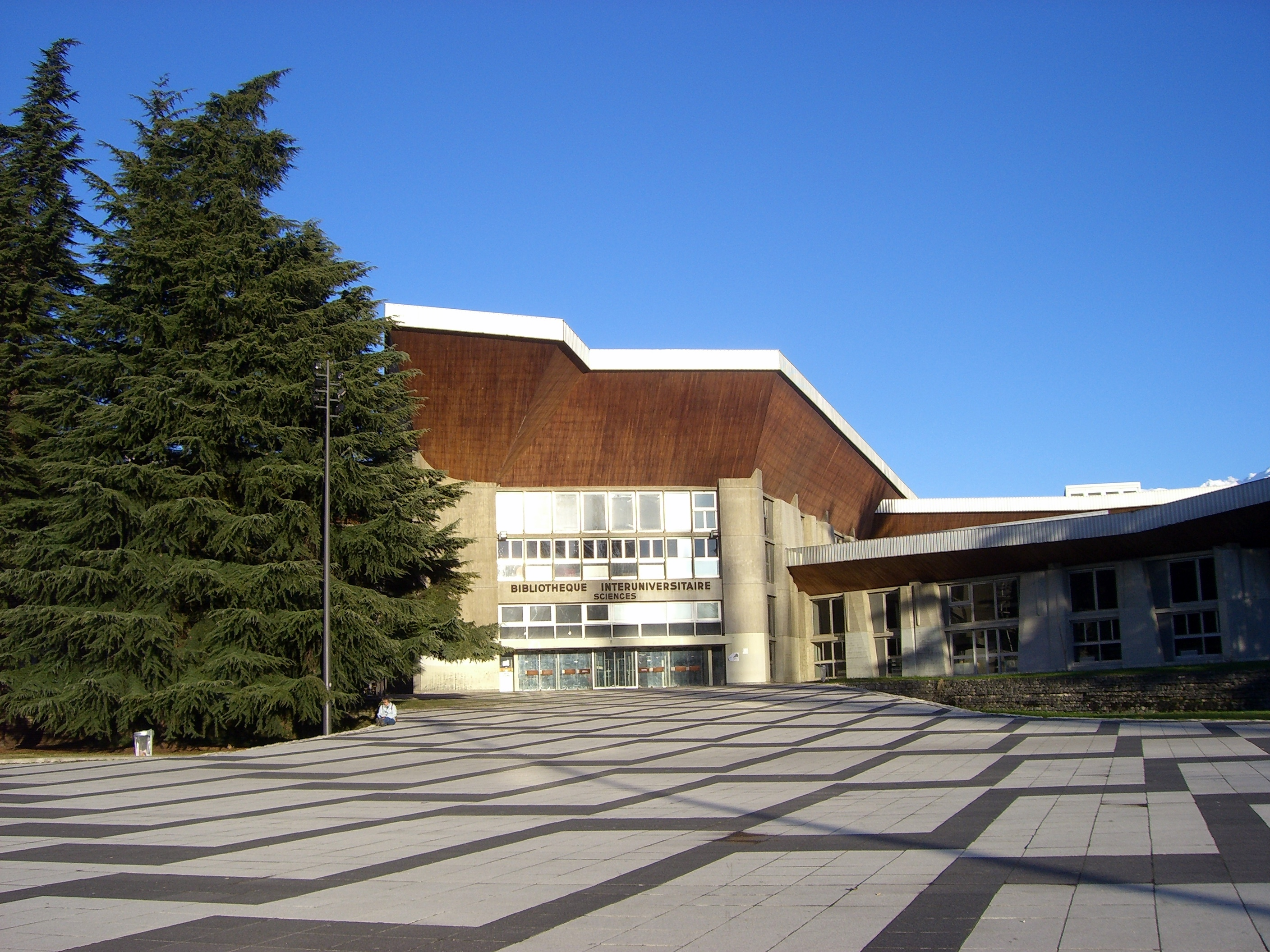
Bibliothèque Interuniversitaire
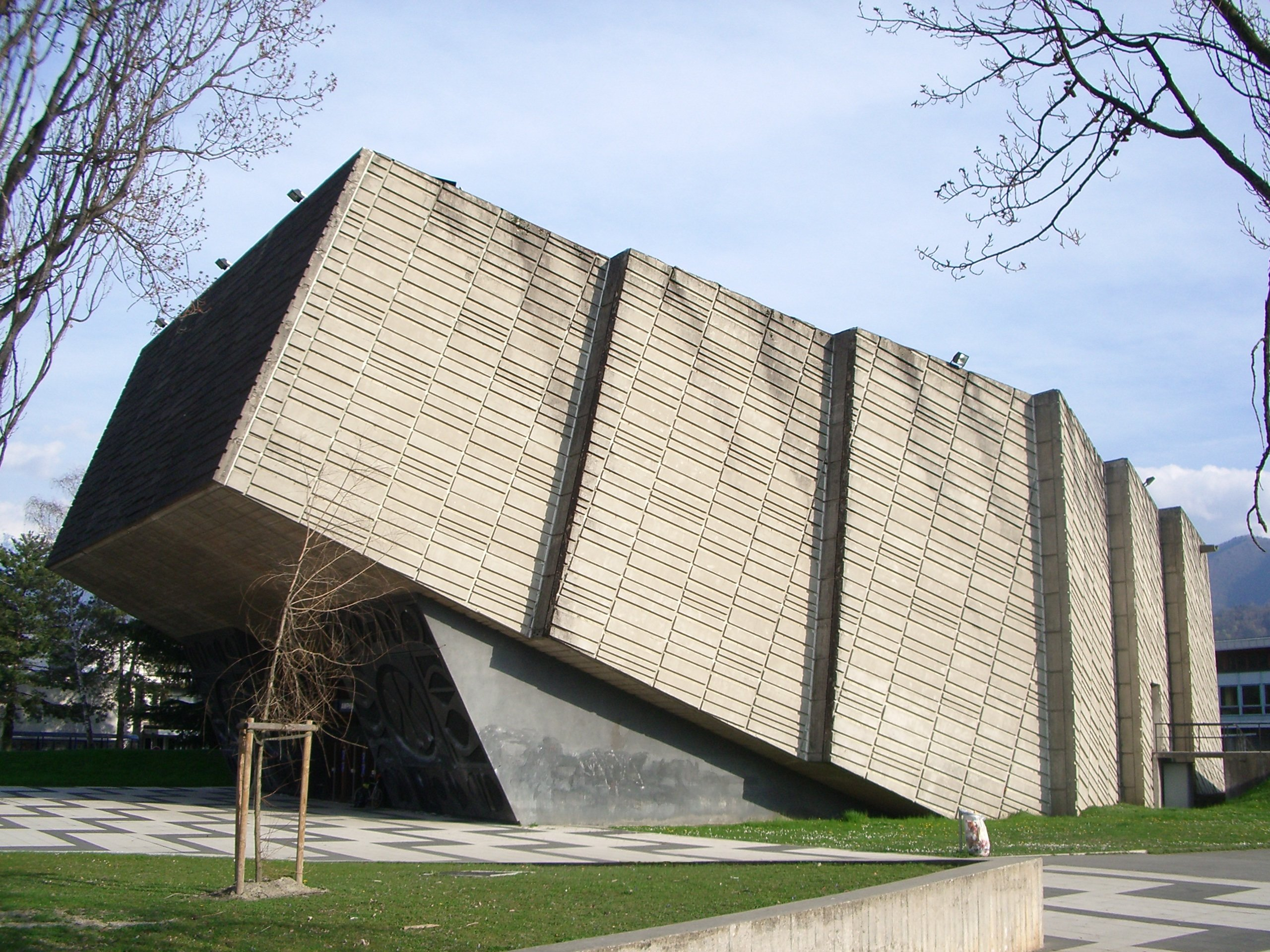
Amphithéâtre Louis-Weil

##### Château de la plaine
Le château de la plaine, qui date du Moyen Âge, fut l'ancien château fort des évêques de Grenoble. Devenu ensuite couvent, il abrite au XXe siècle une maison de retraite médicalisée, dite « du Bon Pasteur », ouverte à la visite durant les journées du Patrimoine,,.

### Patrimoine culturel

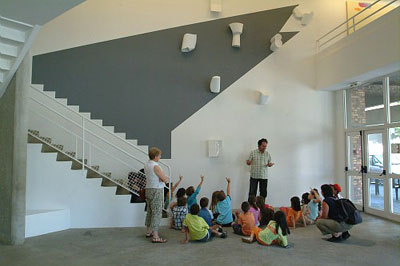
L'Espace Vallès situé au 14, place de la République.

L'Espace Vallès est la galerie municipale de la ville de Saint-Martin-d'Hères. Ouvert depuis 1990 et spécialisé dans l'art contemporain. Il accueille de nombreux artistes nationaux et internationaux.
L'heure bleue est une salle festive et de spectacles qui accueille une multiplicité de formes artistiques.
Le Service de la lecture publique de l'Isère est un service du Département de l'Isère directement rattaché à la Direction de la culture et du patrimoine. Le service est implanté aussi à Bourgoin-Jallieu.

### Langues et traditions locales

#### Historique de la langue locale

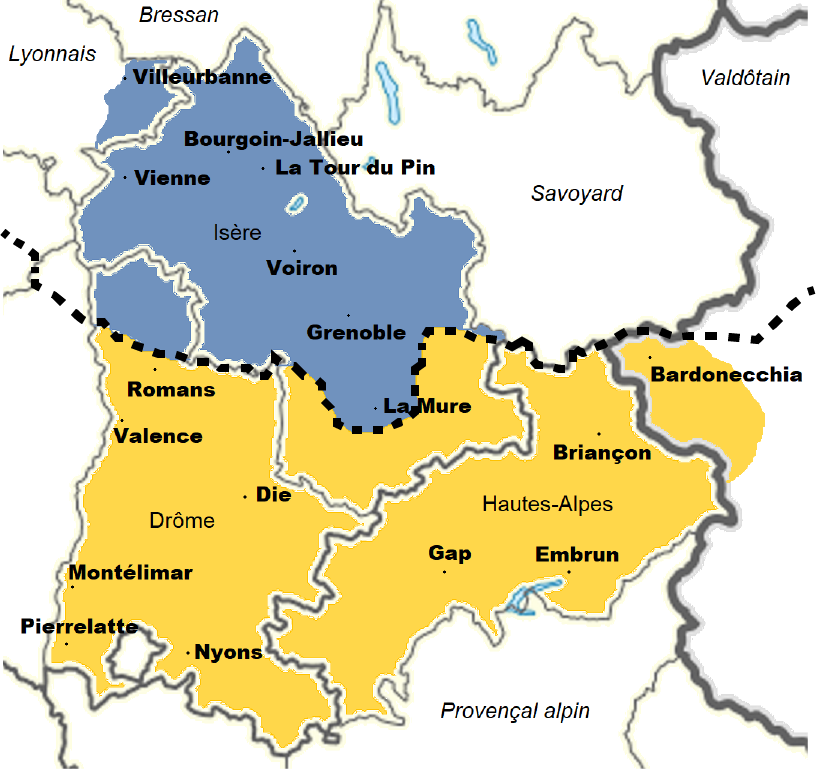
Carte linguistique du Dauphiné : Le dauphinois est un dialecte arpitan parlé dans le nord du Dauphiné, alors que le sud du Dauphiné est du domaine linguistique de l'occitan et de son dialecte local, le vivaro-alpin.

Le territoire de l'agglomération grenobloise se situe dans la partie centrale du Haut Dauphiné, dénommé Grésivaudan, terme lui-même issu du nom de la ville, et donc dans la zone méridionale des patois dauphinois, lesquels appartiennent au domaine des langues dites francoprovençales ou arpitanes, au même titre que les patois savoyards, vaudois, Valdôtains, bressans et foréziens.
Historiquement, l'idée du terme francoprovençal, attribué à cette langue régionale parlée dans le quart centre-est de la France, différent du français, dit langue d'oil et de l'occitan, dit langue d'oc, est l'œuvre du linguiste et patriote italien Graziadio Isaia Ascoli en 1873 qui en a identifié les caractéristiques.

#### Contes locaux et légendes régionales
Il existe encore quelques ouvrages qui relatent les contes et légendes du Dauphiné et du Grésivaudan, y compris pour les montagnes et les vallées environnantes.
Le plus connu de ceux-ci est un ouvrage notable, fruit d'une recherche importante, écrit par Charles Joisten (1936-1981), ancien conservateur du Musée dauphinois du conseil général de l'Isère situé sur les pentes de la Bastille à Grenoble, et qui relate, parmi les autres légendes, le bestiaire fantastique et les légendes de l'ensemble des pays dauphinois.

### Espaces verts et fleurissement
En mars 2017, la commune confirme le niveau « une fleur » au concours des villes et villages fleuris, ce label récompense le fleurissement de la commune au titre de l'année 2016.
L'Arboretum Robert Ruffier-Lanche, d'un hectare et de propriété de l'Université Joseph Fourier, est un site classé.

### Personnalités liées à la commune

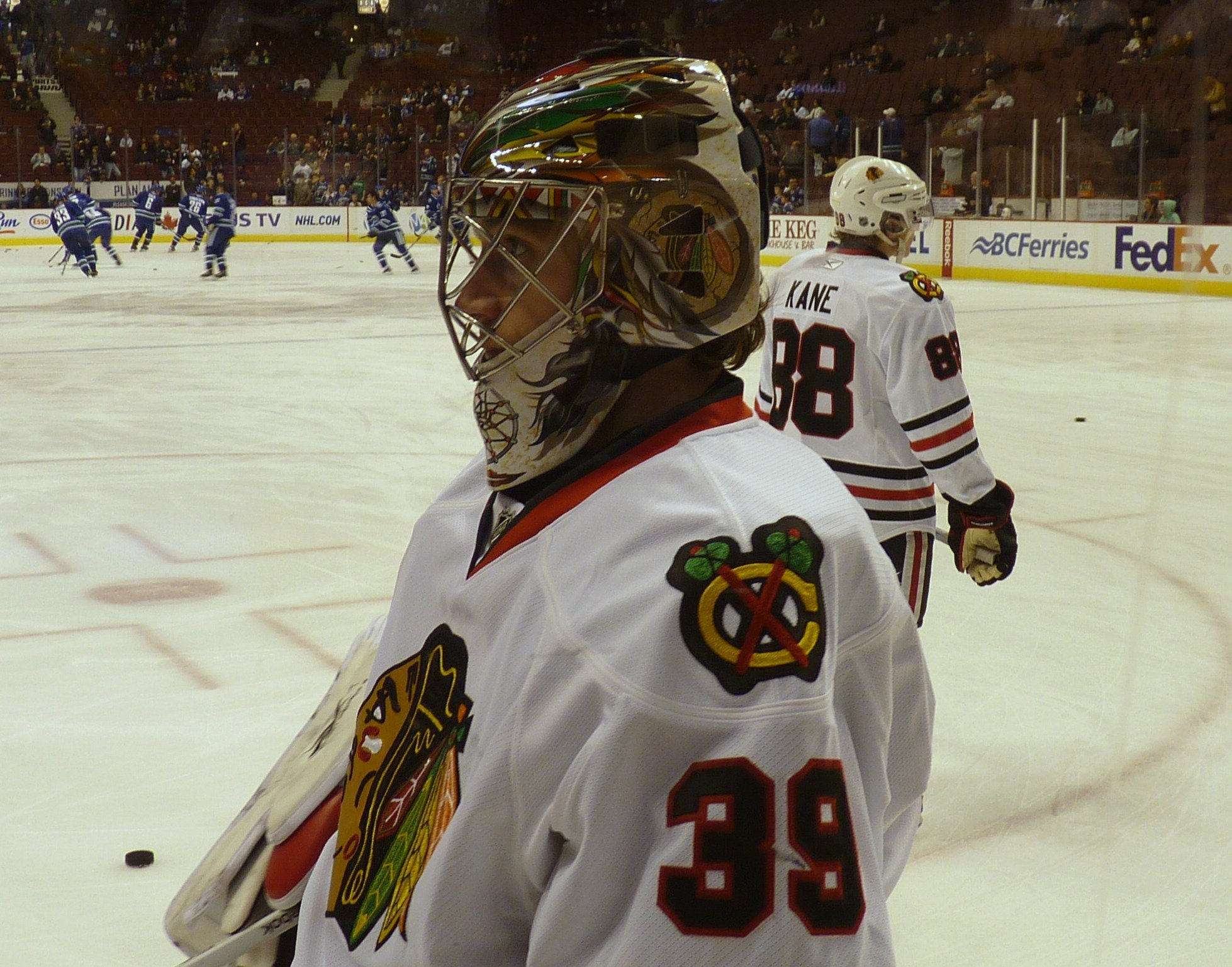
Cristobal Huet.

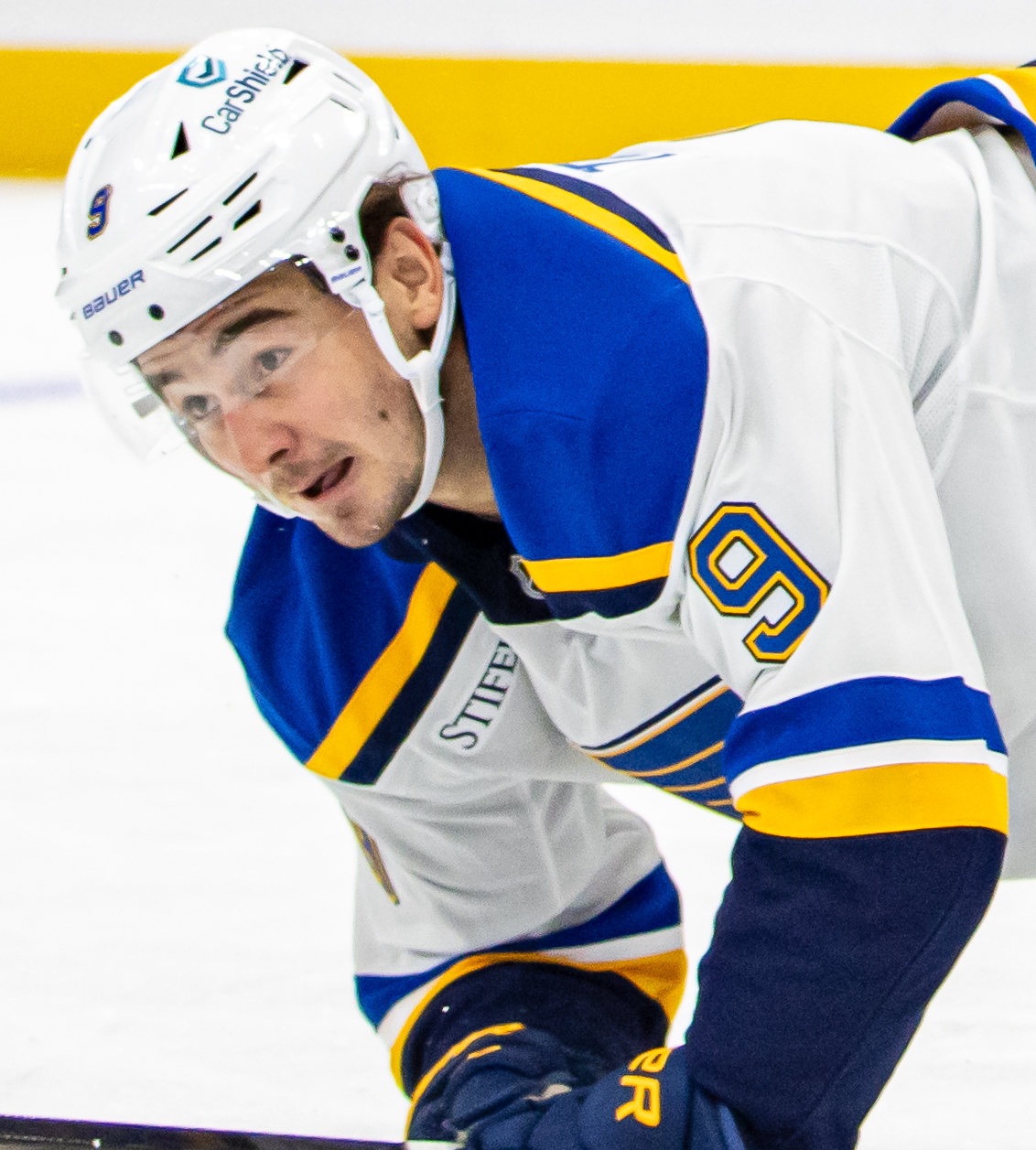
Alexandre Texier.

- Camille Teisseire (1764-1842) : liquoriste grenoblois, assécha les marais de la commune[54].
- Gaëtan Brun, industriel à la Croix-Rouge, fondateur des biscuits Brun, première biscuiterie d'Europe en 1937. La biscuiterie sera mise en « gestion ouvrière » à la Libération.
- Suzanne Balguerie (Suzanne Berchut, dite) (1888-1973), cantatrice célèbre de l'entre-deux-guerres.
- Eugène Chavant (1894-1969), chef civil du maquis du Vercors, Compagnon de la Libération, maire de Saint-Martin-d'Hères de 1938 à 1941 puis de 1944 à 1945.
- Justine Goy (1928-2019) : ouvrière, militante communiste et syndicaliste.
- Toni Musulin, né en 1970 : convoyeur de fonds qui a détourné 11,6 millions d'euros.
- Stéphane Poulat, né en 1971 : triathlète, né à Saint-Martin-d'Hères.
- Steeve Estatof, né en 1972 : musicien.
- Cristobal Huet, né en 1975 : gardien de but dans la Ligue nationale de hockey, né à Saint-Martin-d'Hères.
- Sarah Nichilo-Rosso, née en 1976 : judokate, championne d'Europe en 1998 et 1999.
- Laurent Meunier, né en 1979 : joueur de centre International en hockey sur glace, capitaine de l'équipe de France, né à Saint-Martin-d'Hères.
- Olivier Véran, ministre des Solidarités et de la Santé, né  en 1980 à Saint Martin d'Hères.
- Frédéric Giroutru, né en 1980 : comédien.
- Antonin Rouzier, né en 1986 : volleyeur français, né à Saint-Martin-d'Hères.
- Chloé Morin, politiste née en 1988 à Saint-Martin d'Hères.
- Xavier Jaravel, économiste, né en 1989 à Saint-Martin d'Hères.
- Coralie Frasse Sombet, née en 1991 : skieuse française, née à Saint-Martin-d'Hères.
- Anaïs Chevalier : biathlète, née à Saint-Martin-d'Hères en 1993.
- Jorys Bovet : député de l'Allier, né à Saint-Martin-d'Hères en 1993.
- Chloé Chevalier : biathlète, née à Saint-Martin-d'Hères en 1995.
- Alexandre Texier, né en 1999 : ailier gauche dans la Ligue nationale de hockey, né à Saint-Martin-d'Hères.
- Jaber Zayani, boxeur né en 1990.

### Héraldique et logotype
| Blason de Saint-Martin-d'Hères | Les armes de Saint-Martin-d'Hères se blasonnent : D'azur à la chaîne de montagnes de trois pics d'argent mouvant des flancs, le pic du milieu plus élevé, au jeune chamois d'or arrêté sur une terrasse de sinople chargée d'un livre ouvert aussi d'or et d'une plume du même brochant en barre sur le livre. Les couleurs de la ville sont le bleu pour l'espace, le vert pour la terre nourricière, l'or pour la richesse intellectuelle et la vie. L'animal représenté est un hère, un jeune cerf entre 6 mois et 1 an. La commune s’est en outre dotée en 2015 d’un nouveau logotype qui remplace le blason défini en 1964 pour sa communication. | Logotype de Saint-Martin-d'Hères |